# 巴黎
巴黎（發音：[paʁi] ⓘ）是法國的首都及最大都市，同時是法蘭西島大區首府，為法國的政治、经济與文化中心，隸屬法蘭西島大區之下的巴黎省（編號第75省），市與省的轄域重疊相同。目前的巴黎市轄區範圍大致為舊巴黎城牆內（環城大道內側），依照發展歷史共分成20個區，自從1860年代開始就沒有重大變化。截至2019年為止，巴黎市内人口超過216萬，巴黎都會區的人口則逾1,300萬，是歐洲最大的都會區之一。
巴黎在近1,000年内的時間是西方最大的城市之一。目前是世界上最重要的政治和文化中心之一，在教育、娛樂、時尚、科學、媒體、藝術、金融、政治等方面皆有重大影響力，被認為是世界上最重要的国际大都会之一，《中国大百科全书》將其定性为与纽约、伦敦、东京、香港并列的世界五大国际大都市。許多國際組織都將總部設立在巴黎，包括聯合國教科文組織、經濟合作與發展組織、國際商會、巴黎俱樂部等。巴黎是全歐綠化程度最高與最宜居城市之一，也是全球日常生活開销最高的城市之一。巴黎與法蘭西島大區的GDP貢獻總計約佔了法國全國4分之1，在2021年為7,650億歐元，據估計為全歐第一大、世界第六大城市經濟體〈按購買力平價PPP調整〉。總共有數十間財富世界500強企業的總部設立在巴黎都會區，是歐洲最集中的地區。巴黎市轄區範圍外的商業區拉德芳斯是歐洲最大的中央商務辦公區。巴黎的高等教育機構是歐盟最集中的地區，高等教育研究與發展支出也是歐洲最高的地區。巴黎也被認為是世界上最適合研發創新的城市之一。每年有4,200萬人造訪巴黎與鄰近都會區，也讓巴黎成為世界上最多觀光客造訪的城市。巴黎與鄰近都會區總共有3,800个法国历史遗迹與4個世界遺產。巴黎也是1989年的歐洲文化之城。巴黎在2014年全球城市排名中排名第3位。

## 地名
“Paris”一词源自古代高盧的一個分支：巴黎西人（Parisii），該部落於公元前3世紀於塞納河一帶聚居。有說“巴黎西”（Parisii）這個名稱源自荷馬史詩《伊利亞特》中的特洛伊王子帕里斯（法语:Pâris，古希腊语:Πάρις），在羅馬人來到此地後，將其命名為盧泰西亞（拉丁語：Lutetia（lutetja）或Lutetia Parisiorum），也就是後來的呂泰斯（[lytɛs]）。另一種說法則認為帕里斯是來自凱爾特語中的parisio，意為「工作中的人」或「工匠」。如果是女生的名字則寓意「公主」。當時的呂得斯只是一個河邊的小鎮，僅佔今日巴黎範圍中心的一小部分而已。後來在君士坦丁王朝的羅馬皇帝尤利安在位（360年至363年）時，這座城市改名為巴黎。
中文“巴黎”一词直译自法语，始见于1866年斌椿《乘槎笔记》：“二十三日，晴。驻巴黎海关，免验行李。街市繁华，气局阔大，又胜于里昂。”
巴黎有許多暱稱，但是最有名的稱呼是「光城」（La Ville-Lumière） ，因為巴黎是啟蒙時代教育及文化中心，而且很早就開始使用街燈。法國歌手雷诺·塞尚發明的黑話將巴黎稱為Paname 。他的歌曲從70年代至今在法語世界有深刻持續的影響，尤其在青少年族群中廣受歡迎。
居住在巴黎地區的人通常被稱為Parisiens，有時更被戲稱為Parigots。Parigots這個名稱是由居住在巴黎地區以外的人在1900年發明的。

## 歷史

### 早期
巴黎是世界上最古老的城市之一，根據考古資料，巴黎地區在舊石器時代晚期的四萬年前，已經有先民定居，另外又發現了公元前4200年左右的村莊遺址. 。凱爾特人當中的高盧人分支巴黎西人在公元前250年就已經居住在塞納河沿岸 ，所以巴黎市的核心就位於塞納河上的西提島（又譯為「西岱島」或「城島」，Île de la Cité）。
公元前52年，羅馬人征服了巴黎地區。此前，巴黎是一個名為巴黎西（Parisii）的凱爾特高盧人部落的聚居地。公元358年，羅馬人开始在此建造宮殿。羅馬人起初將該這座城市命名為卢泰西亚（Lutetia）并于四世紀時改名為巴黎。羅馬時期高盧行省的中心位于法国南方的里昂，而巴黎是一個低規模的人類聚居地，人口集中在塞納河左岸。巴黎在接下來的幾個世紀中持續擴張，成為一個擁有宮殿、競技場、浴場與花園的繁華城市。

### 中古時代

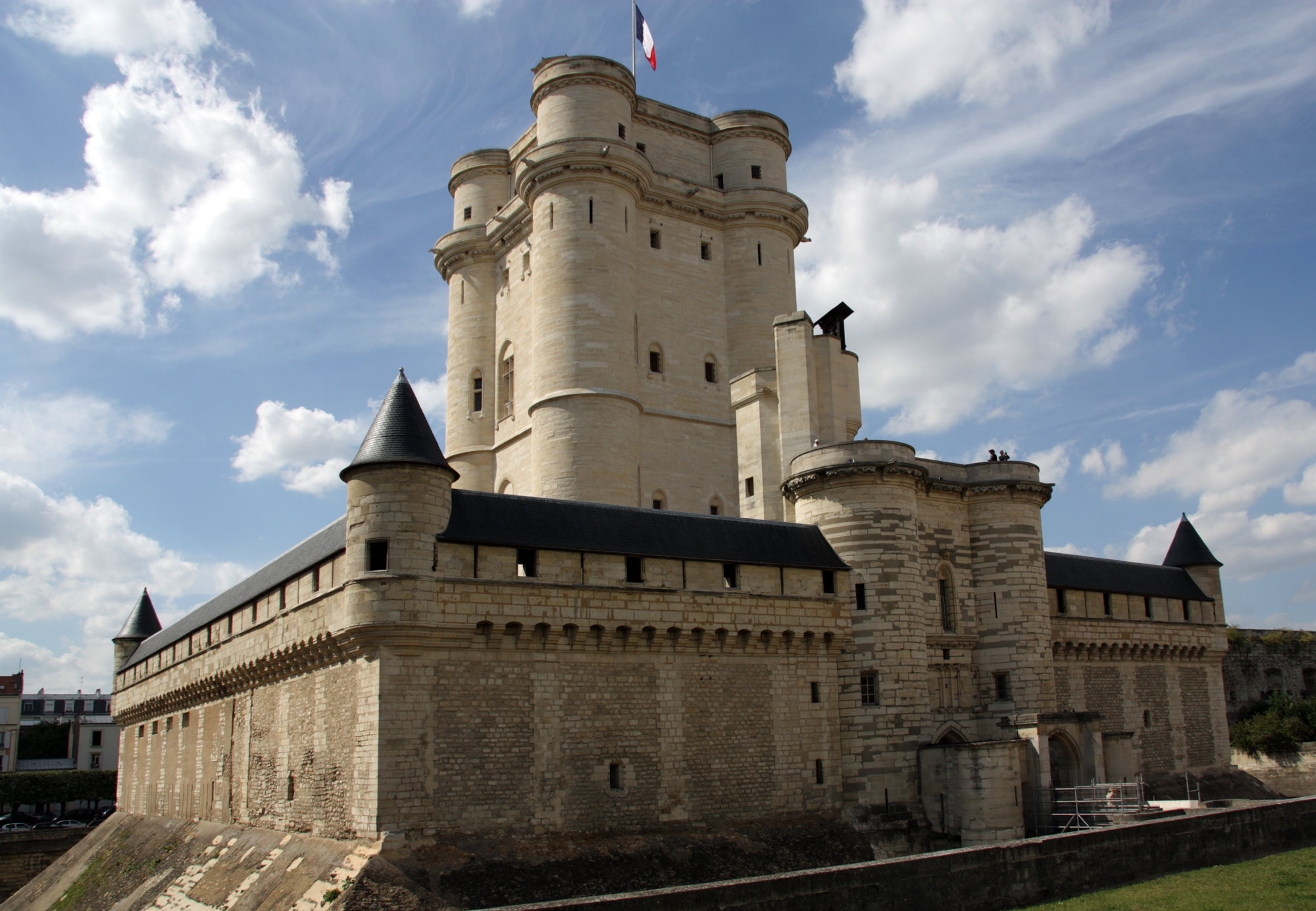
万塞讷城堡建於14至17世紀之間

公元508年，法蘭克人國王克洛維一世將巴黎定為墨洛溫王朝的首都，法蘭克人用木板在這裡开始建造教堂和宮殿。但是此時的法蘭克王國只是一個部落的聚合體，政治体系仍不稳定。克洛維一世死後，法蘭克王國被其后代瓜分，巴黎因此再度淪為地方性城市。加洛林王朝時期，法蘭克王國的首都一直在亞琛等城市之間变换，巴黎當時由「強者」羅貝爾來統治。公元9世紀，維京人入侵法國，並於公元845年進攻巴黎，於是巴黎人在城市周圍建起了城牆抵禦維京人侵略。因為加洛林王朝的最後一個國王胖子查理軟弱無能，於是在抵抗維京人進攻中享有盛譽的巴黎伯爵、羅貝爾之子厄德，在公元888年由大領主們推選為西法蘭克王國的國王。奧多的曾孫雨果·卡佩於987年加冕為法蘭西國王，创立了卡佩王朝，同時巴黎也首次成為西法蘭克王國的首都。
從公元11世紀開始，巴黎開始向塞納河右岸發展。路易六世在右岸地區建立了市場和道路。腓力二世（奧古斯都）建設了首座環繞巴黎的城牆，還拓寬了城市道路，建設公共噴泉，同時修建了羅浮宮。巴黎於公元1348年遭到黑死病襲擊，當時巴黎約有200,000人居住，而這次黑死病曾經在一天之內就造成800人死亡，並在1466年再度造成40,000人死亡 。
1356年，王太子查理召开三级会议，筹备军资和赎金，却无意应答巴黎市民代表要求扩大三级会议权限、限制王权。1358年2月，巴黎市民在艾蒂安·馬賽爾领导下起义，冲入王宫，查理出逃。后起义者联合扎克雷起义未果，查理调军围困巴黎，起义者遭镇压。
1436年，查理七世收復了巴黎。巴黎恢復了首都的地位，但是法國真正的權力中心仍然在羅亞爾河流域 。

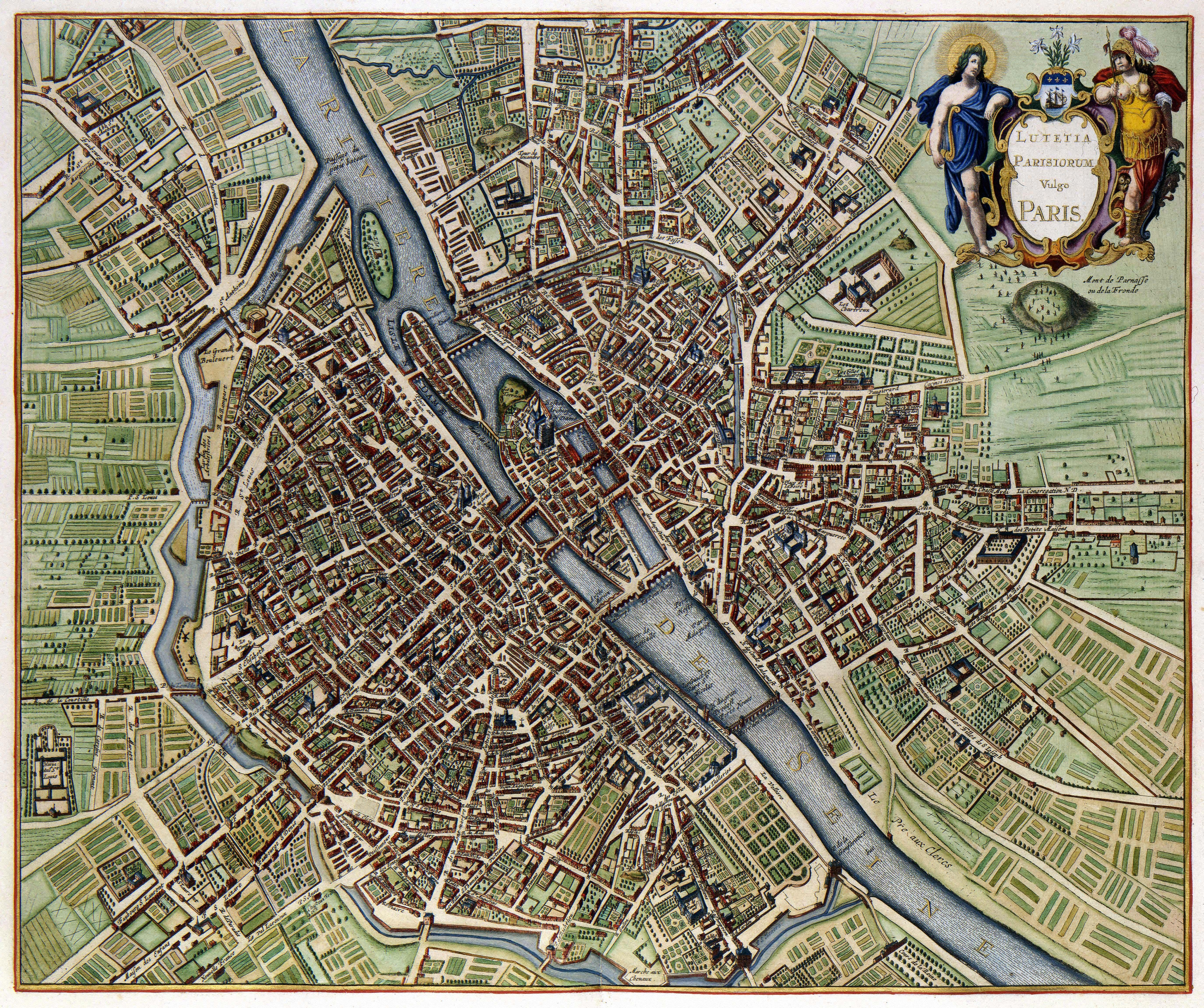
1657年的巴黎地圖

16世紀初（1528年），弗朗索瓦一世在巴黎周邊建造了眾多的城堡，法國的權力中心因此变为巴黎。1564年，凱瑟琳·德·美第奇王太后下令在城市中央修建杜伊勒里宮和花園，並將它與盧浮宮連接起來。1572年8月24日的圣巴托罗缪之夜，巴黎发生了天主教勢力對基督新教雨格諾派的大屠杀，屠杀從巴黎擴散到其他一些城市，持續了幾個月之久。波旁王朝時期，巴黎繼續向四周發展，直到後來路易十四興建凡爾賽宮，並將宮廷和行政機構遷往凡爾賽宮。此時的巴黎環境骯髒，道路曲折，街道狹窄，房屋稠密，且多為木結構，是一座典型的中世紀城市，擁有近50萬人口和25,000間房屋。鼠疫在16及17世紀又多次侵襲巴黎，奪走許多人的生命。

### 18至19世紀

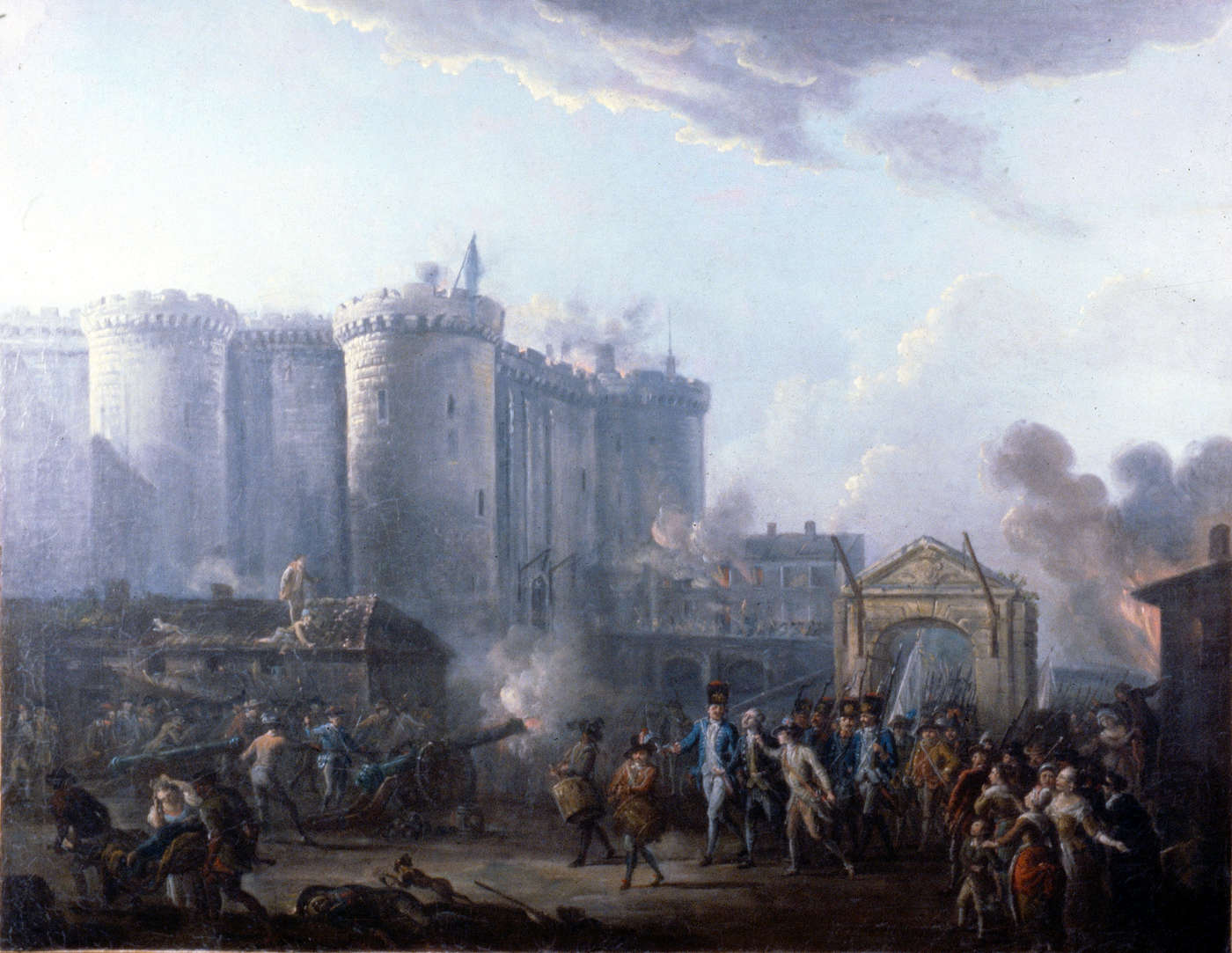
攻占巴士底狱

1789年7月14日，法國大革命爆發，起义军攻占巴士底狱。大量巴黎的旧地名因此被更改：路易十五廣場被更名為協和廣場，巴黎聖母院被更名為「理性堂」，傑出的哥特式建築聖雅克教堂被夷平，旺多姆廣場的路易十四銅像、新橋的亨利四世銅像和巴黎其他各處的國王銅像被推翻。法國大革命結束後，拿破仑一世對巴黎進行新的擴建工作，興建巴黎凱旋門和盧浮宮的南北兩翼，整修塞納河兩岸，疏浚河道，並修建大批古典主義的宮殿、大廈、公寓。1814年3月13日，拿破侖兵败滑铁卢，巴黎被俄羅斯及聯軍勢力佔領，這是巴黎四百年來首次被他国佔領。

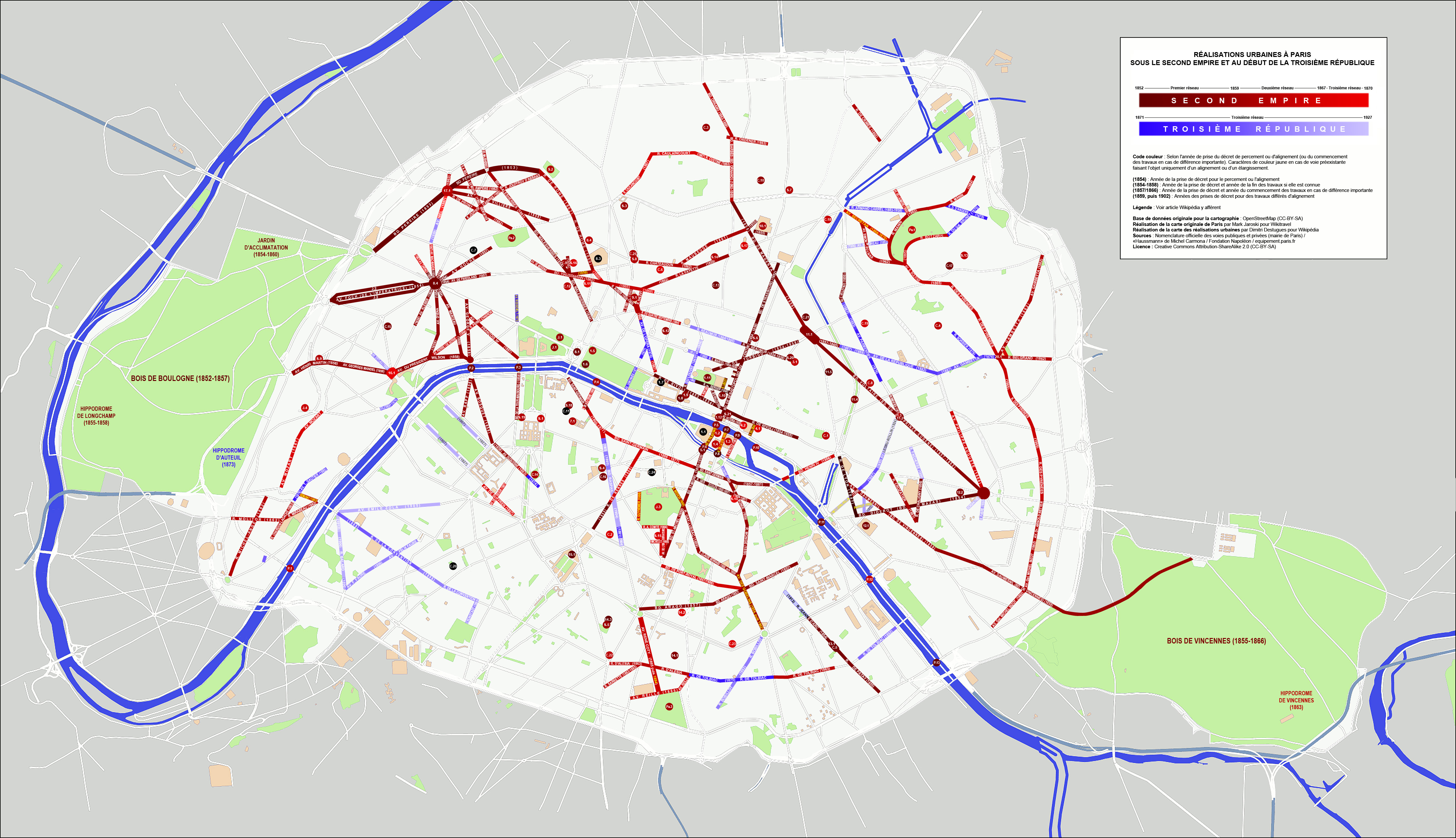
第二帝國與第三共和時期的巴黎街道

此後的巴黎歷經反法同盟佔領、1830年七月革命、1848年革命。霍亂在1832年與1849年兩度侵襲巴黎，造成巴黎人口嚴重下降。單單1832年這次霍亂大流行就造成20,000人死亡，當時巴黎的人口也只有650,000人。到拿破仑三世時期，巴黎自中世紀沿革而成的市街風貌，糟糕的卫生环境及古老狹隘的城市動線已不符合十九世紀西方對於一國之都的期待及需求。1859年，法国规模最大的都市规划事业——奥斯曼工程正式启动，奥斯曼工程让巴黎成为现代都市的模范，也极大地改变巴黎的规划格局。奧斯曼工程拆除巴黎的外城牆，建設環城路，在舊城區開闢出許多筆直的林蔭大道，並建設眾多新古典主義風格的廣場、公園、住宅區、醫院、火車站、圖書館、學校，以及公共噴泉和街心雕塑，還利用巴黎地下縱橫交錯的舊石礦建造城市供水及排水系統。但他也拆掉許多珍貴的歷史遺產和文物，對巴黎舊城的破壞一直存在歷史爭議。奧斯曼男爵在沒有提供暫時住所的情況下拆除巴黎市區所有貧民區，將貧民全趕到城外，另外為避免革命再起，將許多運河地下化，讓軍方的瞭望塔沒有死角，使反抗人士無法躲在河堤開槍與政府軍對抗。
1870年普法戰爭和1871年巴黎公社期間，巴黎再一次遭到戰爭的破壞。1871年5月24日，巴黎公社放火燒燬巴黎的大量主要建築。此後巴黎經歷第二次大規模發展時期。作為法國大革命一百週年紀念，同時為了迎接1889年世界博覽會，巴黎政府於1889年修建埃菲爾鐵塔，這次世界博覽會也讓巴黎成為世界上重要的觀光與貿易中心。埃菲爾鐵塔直到1930年帝國大廈落成之前都是世界上最高的建築物。巴黎政府為迎接1900年世界博覽會修建巴黎地鐵，同時建造大皇宮和小皇宮。

### 20世紀

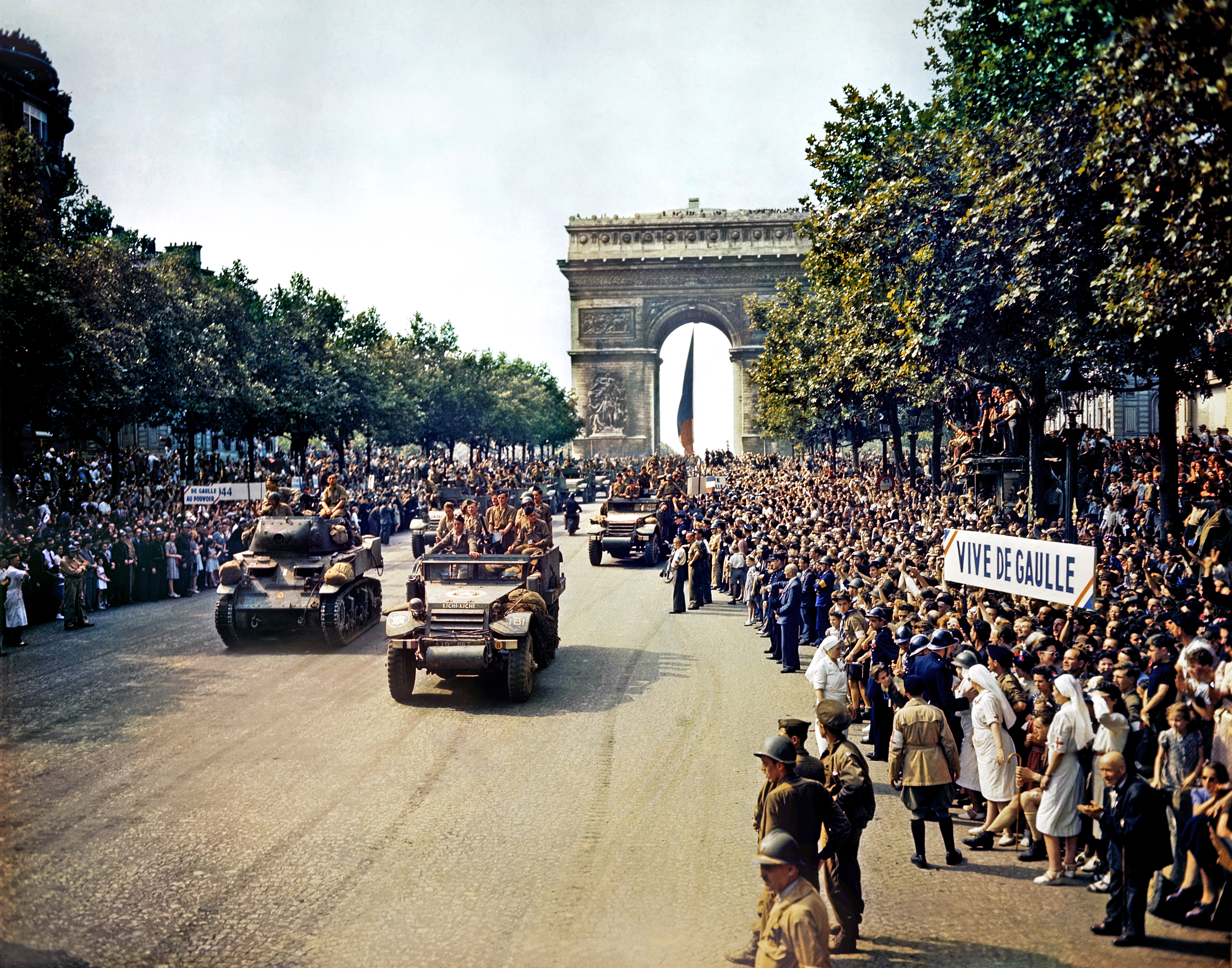
1944年巴黎解放時，群眾遊行越過凱旋門

在第一次世界大戰和第二次世界大戰期間，巴黎都沒有遭到嚴重破壞。巴黎在戰間期文化及藝術迅速發展，並吸引許多著名藝術家、音樂家與文學家聚集，例如伊戈尔·费奥多罗维奇·斯特拉文斯基、萨尔瓦多·达利、海明威與巴勃羅·畢卡索等人。
1919年，法國作為協約國的陸戰主力，與盟友在巴黎進行第一次世界大戰勝利大閱兵。1940年6月14日，巴黎在法國戰役後遭到德軍佔領。1944年巴黎解放前夕，希特勒曾經下令徹底摧毀這座城市，但是指挥官迪特里希·馮·寇爾蒂茨最後並沒有執行這個命令。德軍最后在1944年8月25日被自由法國軍隊全員俘虜，巴黎終於獲得解放，法國人在戴高樂領導群眾下能越過凱旋門，慶祝戰爭的勝利。
第二次世界大戰結束後，巴黎繼續朝向四周發展，並於1970年代停止盲目擴張，改為發展郊區衛星城。1970年代末開始，法國政府在巴黎西郊的上塞纳省（Hauts de Seine）建設了拉德芳斯中心商務區。環城大道與區域快鐵的完成讓巴黎與鄰近地區可以緊密連結，使得巴黎的大眾運輸系統更加完善。
從1970年代開始，巴黎內部許多地區已經進行限制工業化程序，而許多外來移民也持續移入巴黎地區，失業者與外來移民造成許多社會問題。在此同時，巴黎與西方及南方的郊區已經從傳統製造業成功轉型為服務業與高科技製造業，居民的所得也晉升歐洲的頂尖行列。這種結果也導致區域之間產生社會鴻溝，特別是從1980年代中期開始，例如2005年法國騷亂就是發生在巴黎東北郊區。

### 21世紀
為了去降低巴黎內部社會的緊張並促進經濟發展，巴黎政府正在進行許多計劃。首都地區拓展事務國務秘書克里斯蒂安·布朗（Christian Blanc）於2008年就任，負責法國總統尼古拉·薩科齊的大巴黎計畫（Grand Paris）。在此同時，幾棟摩天大樓於2006年獲得政府批准，準備建造在拉德芳斯商業區，並預計於2010年代初完工。這項計劃也是巴黎自從蒙帕納斯大樓在1973年完成後，首次進行的大規模摩天大樓興建計劃。
如今巴黎作為法國的首都和政治、文化、商業中心，仍然發揮著無可取代的功能。

## 地理

### 位置

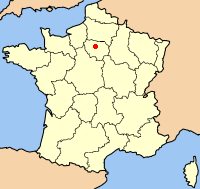
巴黎位於法國北部巴黎盆地（Bassin parisien）的中央

巴黎處於法國北部巴黎盆地的中央。市區位於塞納河沿岸。河上的西堤島與聖路易島是巴黎最古老的地區。狹義的巴黎市只包括原巴黎城牆內的20個區，面積為86.928平方公里 ，人口超過220萬。大巴黎地區還包括分佈在巴黎城牆周圍、由同巴黎連成一片的市區組成的上塞纳省、马恩河谷省和塞纳-圣但尼省。巴黎市、上述三個省以及伊夫林省、瓦兹河谷省、塞纳-马恩省和埃松省共同组成巴黎大區。这片地區在古代就被稱作法蘭西島。
巴黎市區地形相對平緩。最低點海拔為35公尺。最高點位於北方的蒙馬特，海拔為130公尺。市區內有幾座小山丘。
受到北大西洋洋流的影響，巴黎屬於溫帶海洋性氣候，終年盛行西風。冬天的巴黎，難得見到太陽，雨水比較充沛，霧氣較多。夏天平均溫度介於攝氏15至25度之間，但是最高溫有時也會超過30度（例如2003年歐洲熱浪期間）。最近幾年來，巴黎7月的平均溫度是攝氏17.6度，平均低溫是攝氏12.9度，平均高溫則是攝氏23.7度。
巴黎整年都會降雨，但是巴黎並不是非常多雨的城市，偶發性的大雨反而比較常見。巴黎每年降雨量為652公厘，每個月份都十分平均。巴黎有史以來記錄到的最高溫出現在2019年7月25日（攝氏43.6度），最低溫則出現在1879年12月10日（攝氏-23.9度）。
| 巴黎（蒙蘇里公園，海拔75公尺，平均數據 1981－2010年，極端數據 1872－現在） | 巴黎（蒙蘇里公園，海拔75公尺，平均數據 1981－2010年，極端數據 1872－現在） | 巴黎（蒙蘇里公園，海拔75公尺，平均數據 1981－2010年，極端數據 1872－現在） | 巴黎（蒙蘇里公園，海拔75公尺，平均數據 1981－2010年，極端數據 1872－現在） | 巴黎（蒙蘇里公園，海拔75公尺，平均數據 1981－2010年，極端數據 1872－現在） | 巴黎（蒙蘇里公園，海拔75公尺，平均數據 1981－2010年，極端數據 1872－現在） | 巴黎（蒙蘇里公園，海拔75公尺，平均數據 1981－2010年，極端數據 1872－現在） | 巴黎（蒙蘇里公園，海拔75公尺，平均數據 1981－2010年，極端數據 1872－現在） | 巴黎（蒙蘇里公園，海拔75公尺，平均數據 1981－2010年，極端數據 1872－現在） | 巴黎（蒙蘇里公園，海拔75公尺，平均數據 1981－2010年，極端數據 1872－現在） | 巴黎（蒙蘇里公園，海拔75公尺，平均數據 1981－2010年，極端數據 1872－現在） | 巴黎（蒙蘇里公園，海拔75公尺，平均數據 1981－2010年，極端數據 1872－現在） | 巴黎（蒙蘇里公園，海拔75公尺，平均數據 1981－2010年，極端數據 1872－現在） | 巴黎（蒙蘇里公園，海拔75公尺，平均數據 1981－2010年，極端數據 1872－現在） |
| 月份                                                                       | 1月                                                                        | 2月                                                                        | 3月                                                                        | 4月                                                                        | 5月                                                                        | 6月                                                                        | 7月                                                                        | 8月                                                                        | 9月                                                                        | 10月                                                                       | 11月                                                                       | 12月                                                                       | 全年                                                                       |
| -------------------------------------------------------------------------- | -------------------------------------------------------------------------- | -------------------------------------------------------------------------- | -------------------------------------------------------------------------- | -------------------------------------------------------------------------- | -------------------------------------------------------------------------- | -------------------------------------------------------------------------- | -------------------------------------------------------------------------- | -------------------------------------------------------------------------- | -------------------------------------------------------------------------- | -------------------------------------------------------------------------- | -------------------------------------------------------------------------- | -------------------------------------------------------------------------- | -------------------------------------------------------------------------- |
| 历史最高温 °C（°F）                                                        | 16.1 (61.0)                                                                | 21.4 (70.5)                                                                | 25.7 (78.3)                                                                | 30.2 (86.4)                                                                | 34.8 (94.6)                                                                | 37.6 (99.7)                                                                | 42.6 (108.7)                                                               | 39.5 (103.1)                                                               | 36.2 (97.2)                                                                | 28.9 (84.0)                                                                | 21.6 (70.9)                                                                | 17.1 (62.8)                                                                | 42.6 (108.7)                                                               |
| 平均最高温 °C（°F）                                                        | 7.2 (45.0)                                                                 | 8.3 (46.9)                                                                 | 12.2 (54.0)                                                                | 15.6 (60.1)                                                                | 19.6 (67.3)                                                                | 22.7 (72.9)                                                                | 25.2 (77.4)                                                                | 25.0 (77.0)                                                                | 21.1 (70.0)                                                                | 16.3 (61.3)                                                                | 10.8 (51.4)                                                                | 7.5 (45.5)                                                                 | 16.0 (60.8)                                                                |
| 日均气温 °C（°F）                                                          | 4.9 (40.8)                                                                 | 5.6 (42.1)                                                                 | 8.8 (47.8)                                                                 | 11.5 (52.7)                                                                | 15.2 (59.4)                                                                | 18.3 (64.9)                                                                | 20.5 (68.9)                                                                | 20.3 (68.5)                                                                | 16.9 (62.4)                                                                | 13.0 (55.4)                                                                | 8.3 (46.9)                                                                 | 5.5 (41.9)                                                                 | 12.4 (54.3)                                                                |
| 平均最低温 °C（°F）                                                        | 2.7 (36.9)                                                                 | 2.8 (37.0)                                                                 | 5.3 (41.5)                                                                 | 7.3 (45.1)                                                                 | 10.9 (51.6)                                                                | 13.8 (56.8)                                                                | 15.8 (60.4)                                                                | 15.7 (60.3)                                                                | 12.7 (54.9)                                                                | 9.6 (49.3)                                                                 | 5.8 (42.4)                                                                 | 3.7 (38.7)                                                                 | 8.8 (47.8)                                                                 |
| 历史最低温 °C（°F）                                                        | −14.6 (5.7)                                                                | −14.7 (5.5)                                                                | −9.1 (15.6)                                                                | −3.5 (25.7)                                                                | −0.1 (31.8)                                                                | 3.1 (37.6)                                                                 | 2.7 (36.9)                                                                 | 6.3 (43.3)                                                                 | 1.8 (35.2)                                                                 | −3.8 (25.2)                                                                | −14 (7)                                                                    | −23.9 (−11.0)                                                              | −23.9 (−11.0)                                                              |
| 平均降水量 mm（）                                                          | 51.0 (2.01)                                                                | 41.2 (1.62)                                                                | 47.6 (1.87)                                                                | 51.8 (2.04)                                                                | 63.2 (2.49)                                                                | 49.6 (1.95)                                                                | 62.3 (2.45)                                                                | 52.7 (2.07)                                                                | 47.6 (1.87)                                                                | 61.5 (2.42)                                                                | 51.1 (2.01)                                                                | 57.8 (2.28)                                                                | 637.4 (25.09)                                                              |
| 平均降水天数（≥ 1.0 mm）                                                   | 9.9                                                                        | 9.0                                                                        | 10.6                                                                       | 9.3                                                                        | 9.8                                                                        | 8.4                                                                        | 8.1                                                                        | 7.7                                                                        | 7.8                                                                        | 9.6                                                                        | 10.0                                                                       | 10.9                                                                       | 111.1                                                                      |
| 平均降雪天数                                                               | 3.0                                                                        | 3.9                                                                        | 1.6                                                                        | 0.6                                                                        | 0                                                                          | 0                                                                          | 0                                                                          | 0                                                                          | 0                                                                          | 0                                                                          | 0.7                                                                        | 2.1                                                                        | 11.9                                                                       |
| 平均相對濕度（％）                                                         | 83                                                                         | 78                                                                         | 73                                                                         | 69                                                                         | 70                                                                         | 69                                                                         | 68                                                                         | 71                                                                         | 76                                                                         | 82                                                                         | 84                                                                         | 84                                                                         | 76                                                                         |
| 月均日照時數                                                               | 62.5                                                                       | 79.2                                                                       | 128.9                                                                      | 166.0                                                                      | 193.8                                                                      | 202.1                                                                      | 212.2                                                                      | 212.1                                                                      | 167.9                                                                      | 117.8                                                                      | 67.7                                                                       | 51.4                                                                       | 1,661.6                                                                    |
| 来源：Météo France Infoclimat.fr (relative humidity 1961–1990)             |                                                                            |                                                                            |                                                                            |                                                                            |                                                                            |                                                                            |                                                                            |                                                                            |                                                                            |                                                                            |                                                                            |                                                                            |                                                                            |

## 人口
巴黎在1921年時人口為290萬人，達到歷史新高，此後人口逐漸減少。截至2009年為止，巴黎市内人口超過223万人。在1962年至1975年之間，大量人口從市區往郊區移動，主因為高房價、工業化程度下降、人口士紳化及大眾運輸系統發展所造成的。人口流失對於巴黎造成負面影響，不過在市政府的努力下，2004年7月的人口自從1954年以來首次出現正成長。
巴黎是世界上人口密度最高的城市之一。如果將万塞讷森林與布洛涅森林排除在外的話，巴黎市區的人口密度達到每平方公里24,448人（根據1999年人口普查），與亞洲的人口稠密地带相當。即使包含万塞讷森林與布洛涅森林，巴黎市區的人口密度仍然有每平方公里20,164人，位居法國第5位，僅次於勒普雷圣热尔韦、万塞讷、勒瓦盧瓦-佩雷與聖芒代，這些地區都位在巴黎附近。
巴黎市西邊的區域人口較為稀少，巴黎十一區每平方公里有40,672人（1999年），而東部與北部的區域每平方公里則高達100,000人。
法蘭西島以巴黎為中心，因此俗稱為大巴黎地區，包括巴黎省（75省）、上塞納省（92省）、塞納-聖但尼省（93省）、马恩河谷省（94省）、塞納-馬恩省（77省）、伊夫林省（78省）、埃松省（91省）和瓦兹河谷省（95省）。巴黎市區相當緊密，遠比郊區還要小。巴黎郊區的面積廣達2,845平方公里，幾乎是市區的27倍大。巴黎都會區的人口自從法國宗教戰爭於16世紀結束後就一直穩定成長，雖然法國大革命與第二次世界大戰阻礙人口增加。巴黎都会区的人口於近年來快速增加，目前已經有超过1200万人居住，法蘭西島的人口成長率快速上升。

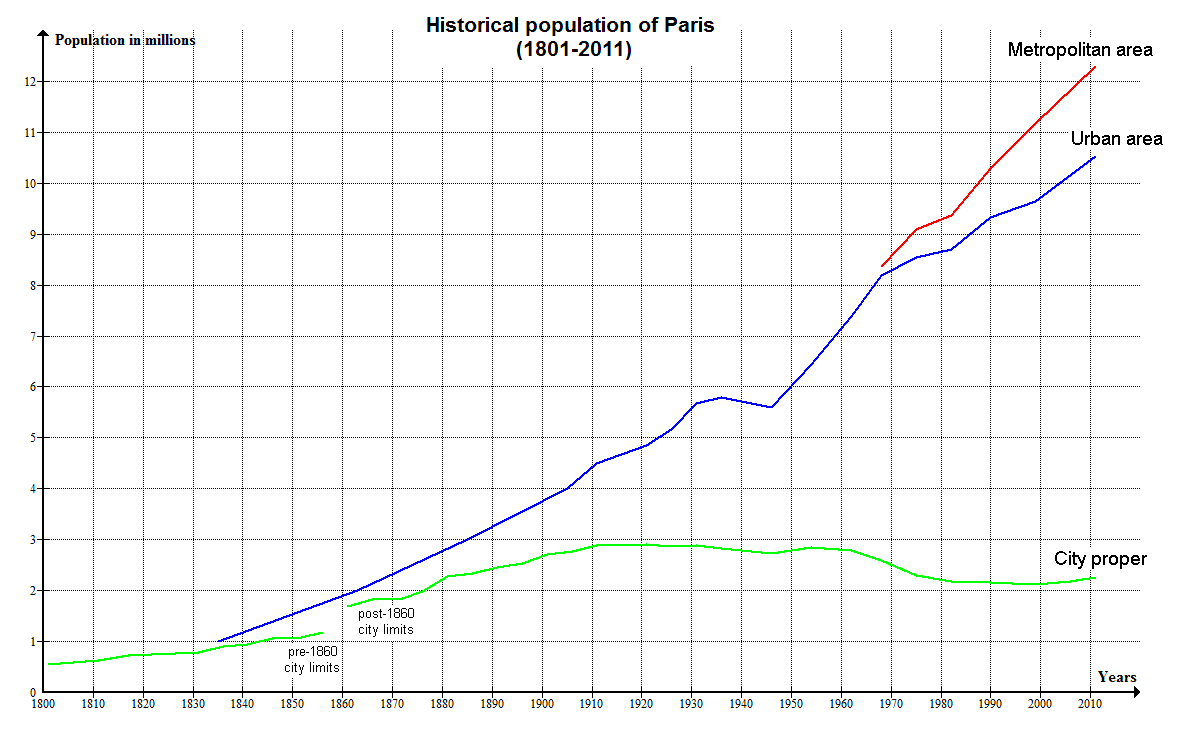
1800年至2011年間，巴黎市區、都會區與大都會區的人口變化

| 年份   | 1801    | 1851      | 1881      | 1926      |
| ------ | ------- | --------- | --------- | --------- |
| 人口數 | 547,800 | 1,053,000 | 2,240,000 | 2,871,000 |

### 移民
巴黎與巴黎都会区是歐洲最大的多元文化區域之一。在2011年的人口普查中，23.1%的人口出生於法國本土以外的地區。2009年的人口普查也顯示巴黎都会区4.2%的人口是新移民（1990年至1999年間移入巴黎），主要從亞洲與非洲移入 。37%的法國移民居住在巴黎都会区。
首波國際移民潮出現在1820年代，當時德國人因為農業危機而移居巴黎。接下來持續有幾波移民潮出現，義大利人與歐洲中部的猶太人於19世紀移居巴黎，許多俄羅斯人於1917年俄國革命結束後離開蘇聯，亞美尼亞種族大屠殺讓大量的亞美尼亞人逃進法國，居住在殖民地的法國人於第一次世界大戰後返回法國，大量的波蘭人於兩次世界大戰間前往法國，葡萄牙人、義大利人與北非人在1950年代至1970年代之間移居巴黎，北非的猶太人在北非脫離殖民國家統治後也紛紛前往巴黎。
巴黎都會區估計有170萬戶穆斯林家庭，大約佔10%–15%的人口。但是這個數據是以出生國來估計的，所以很可能有誤，因為有些出生在穆斯林家庭或回教國家的居民被認為是「潛在的穆斯林」。根據北美的猶太人銀行估計，大約有310,000猶太人居住在巴黎與法蘭西島。巴黎從以前開始就吸引許多外來移民，是歐洲最大的移民區之一。
根據法国国家统计与经济研究所的研究顯示，居住在巴黎的居民中有20%是外來移民，20歲以下的居民中有41.3%至少有一位雙親是外來移民。在18歲以下的居民中，12.1%是馬格里布人、9.9%來自撒哈拉以南非洲、4.0%則有南歐的血統。35%的法蘭西島居民，大約有400萬人不是外來移民（17%）就是雙親中至少有一位是外來移民（18%）。
根據不完全統計，大約30萬華人居住在大巴黎地區，其中大約有15萬生活在巴黎市區。主要集中在第三區、第十三區、第十九區和美麗城附近。
| 省                 | 外來移民  | 外來移民     | 外來移民           | 20歲以下的居民至少有一位雙親是外來移民 | 20歲以下的居民至少有一位雙親是外來移民 | 20歲以下的居民至少有一位雙親是外來移民 |
| ------------------ | --------- | ------------ | ------------------ | -------------------------------------- | -------------------------------------- | -------------------------------------- |
| 省                 | 人數      | 百分比（省） | 百分比（法蘭西島） | 人數                                   | 百分比（省）                           | 百分比（法蘭西島）                     |
| 巴黎 (75)          | 436'576   | 20           | 22.4               | 162'635                                | 41.3                                   | 15.4                                   |
| 塞纳-圣但尼省 (93) | 394'831   | 26.5         | 20.2               | 234'837                                | 57.1                                   | 22.2                                   |
| 上塞纳省 (92)      | 250'190   | 16.3         | 12.8               | 124'501                                | 34                                     | 11.8                                   |
| 马恩河谷省 (94)    | 234'633   | 18.1         | 12                 | 127'701                                | 40                                     | 12.1                                   |
| 瓦兹河谷省 (95)    | 185'890   | 16.1         | 9.5                | 124'644                                | 38.5                                   | 11.8                                   |
| 伊夫林省 (78)      | 161'869   | 11.6         | 8.3                | 98'755                                 | 26.4                                   | 9.3                                    |
| 埃松省 (91)        | 150'980   | 12.6         | 7.7                | 94'003                                 | 29.6                                   | 8.9                                    |
| 塞纳-马恩省 (77)   | 135'654   | 10.7         | 7                  | 90'319                                 | 26                                     | 8.5                                    |
| 法蘭西島大區       | 1'950'623 | 16.9         | 100                | 1'057'394                              | 37.1                                   | 100                                    |

## 經濟

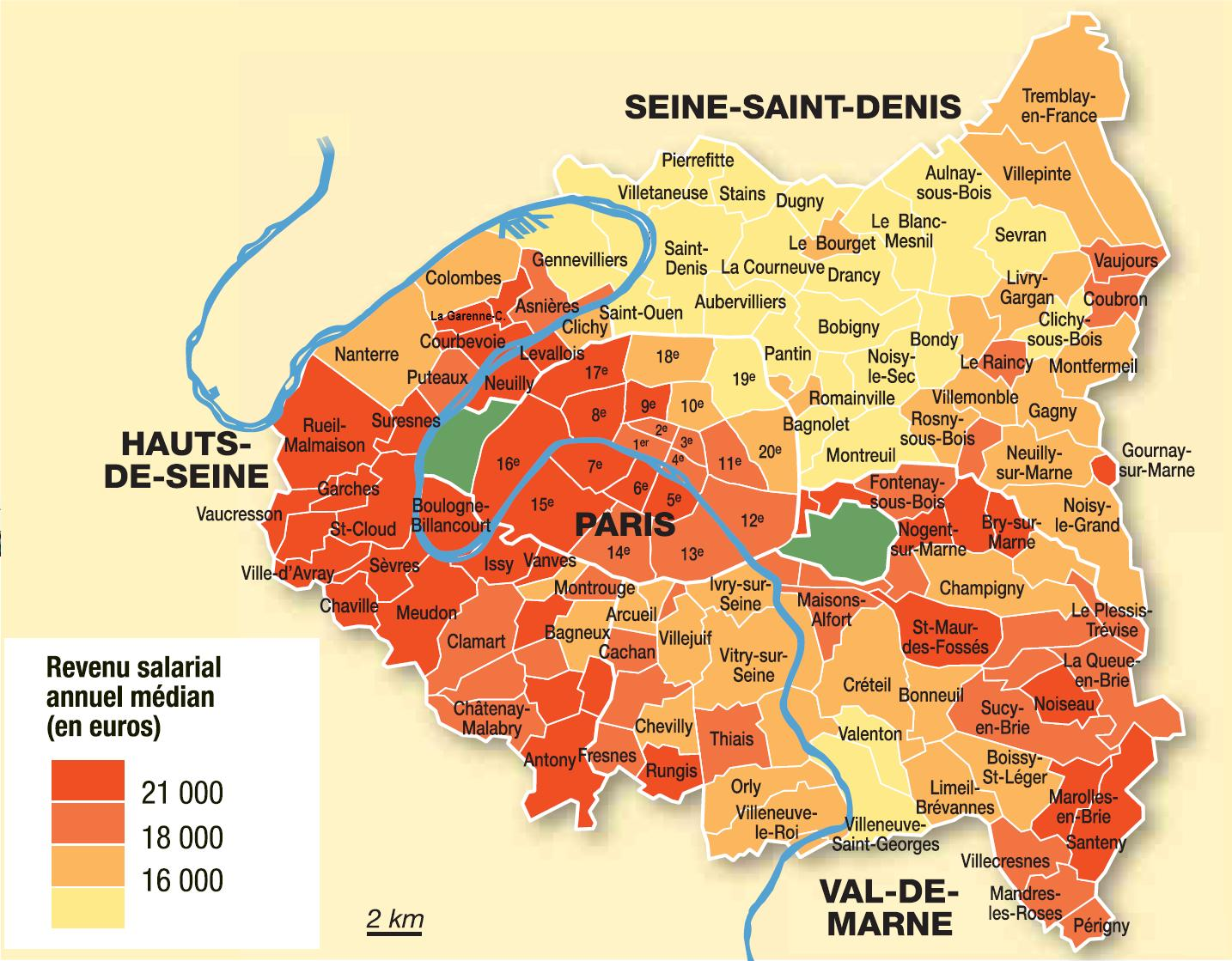
巴黎地区毎年平均所得分布圖

巴黎商會是歐洲第一大商會，巴黎也是法國多數國際大企業的總部所在地，巴黎主要的商業區為拉德芳斯。巴黎在2012年3月英國智庫的全球金融中心指數中名列世界第22位，也是歐洲第7位，法國首位。巴黎在國際金融中心發展指數中排名世界第7位。
巴黎都會區在2009年的GDP約為5521億歐元，這使得巴黎成為世界經濟的「發動機」之一，巴黎的GDP也是歐洲最高的地區之一。巴黎如若是一個國家的話，它將排到世界第十七大經濟體的位置，幾近於荷蘭全國的經濟總量。巴黎是法國經濟的中心，儘管它只占法國都會人口的18.8%，但其GDP量卻占法國都會的29.5%（2009年）。儘管巴黎都會區的經濟活動多種多樣，卻沒有一個特別突出的專門製造業（比如洛杉磯是娛樂業的中心，而東京、倫敦和紐約除其它活動相當興盛之外，還是金融中心，但是巴黎卻不是這樣的城市）。近幾年來，巴黎的經濟活動開始轉向高附加值的服務業（例如金融與資訊科技等）和高科技製造業。
巴黎都會區最高密度的商業活動聚集在嘉尼葉宮（Palais Garnier，即巴黎歌剧院）、拉德芳斯與塞纳河畔商業區之間的三角地區，其中拉德芳斯商业区是歐洲最大中心商務辦公區。雖然巴黎以第三產業為主，但是仍是歐洲重要的第二產業中心，特別是航空業、汽車業與電子業。
根據1999年的人口普查顯示，巴黎都會区有5,089,170名就業人口，其中16.5%從事商業活動，13.0%從事零售業活動，12.3%從事製造業活動，10.0%從事公共行政或國防工業，8.7%從事醫療相關活動，8.2%從事運輸活動，6.6%從事教育活動而24.7%則從事其他各種產業（其中觀光業為6.2%）。電子業的員工是所有產業中最多的一種，出版業與印刷業也佔相當大的比例。根據許多資料顯示，移入居民居住的郊區失業率介於20至40%之間。高所得的居民集中在巴黎西部地區（尤其是第六區、第八區、第七區與第十六區），而收入較低的移入居民則多半居住在東部及北部地區（尤其是第十區、第十八區、第十九區與第二十區）。

## 行政

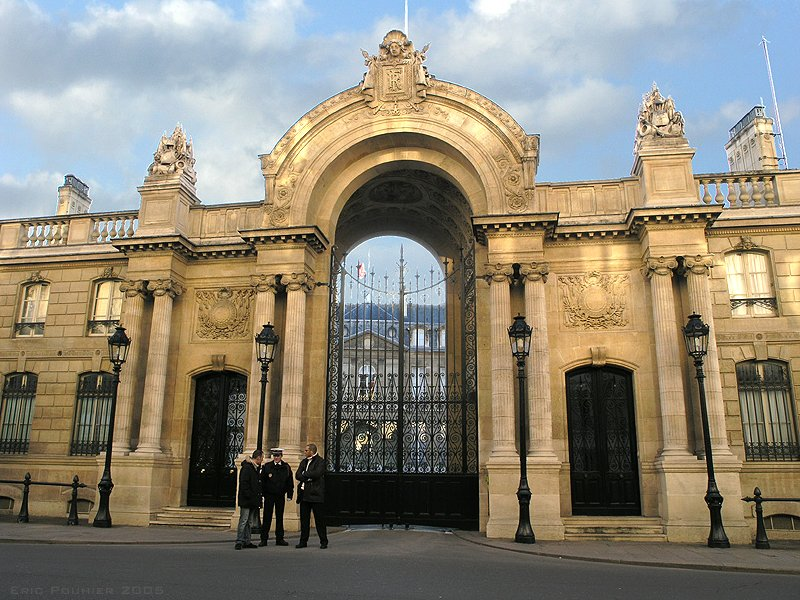
法國總統的官邸愛麗舍宮位於巴黎第八區

即使人口持續增加，巴黎的行政區從1860年以來就沒有重大變化。目前「大巴黎」計劃仍然持續受到矚目，該計畫將巴黎市區持續延伸，納入更多巴黎郊區。

### 行政機關
巴黎是法國的首都，也是中央政府的所在地。法國總統的官邸愛麗舍宮位於巴黎第八區，法國總理的官邸馬提尼翁府則位於巴黎第七區。其他政府機構則散佈在市區各處，其中許多機關都位在巴黎第七區，靠近馬提尼翁府。
法國兩個國會都位在塞納河左岸，盧森堡宮是上議院法國參議院的所在地，位於巴黎第六區的盧森堡公園內，而下議院法國國民議會則位於巴黎塞納河畔的波旁宮。
法國最高法院也設置在巴黎市區，翻案法院是法国是民事和刑事案件的最终上诉法院，位於西堤島上的司法宫（Palais de Justice）。国务委员会則位於巴黎皇家宮殿內部。

### 市政府

巴黎前市長貝特朗·德拉諾埃

巴黎在法國大革命期間（1790年至1795年）被歸類為市镇，並從1834年起再度被分類市镇，當時規模只有目前的一半。巴黎從1860年開始擴張城市範圍，並以順時針方向分別劃分成20個區。
法國政府在1790年設立塞納省，巴黎為其轄區。後來塞納省在1968年撤銷，拆分為巴黎省（1市鎮）、上塞納省（27市鎮）、塞納-聖但尼省（24市鎮）和瓦勒德馬恩省（29市鎮）。20個區都擁有一個直選議會，負責選出該區的區長。這些區長有些則會成為巴黎議會（conseil de Paris）的成員，並選出巴黎市長。

### 行政區劃
巴黎全市劃分為20個區，並以順時針方向加以編號。

### 大區
巴黎後來被劃分為一個更大的行政區域，這個行政區域被稱為大區。後來這個大區在1976年被改稱為法蘭西島，範圍包含巴黎與鄰近7個省份。巴黎省的行政長官同時也是法蘭西島大區的行政長官。

## 文化

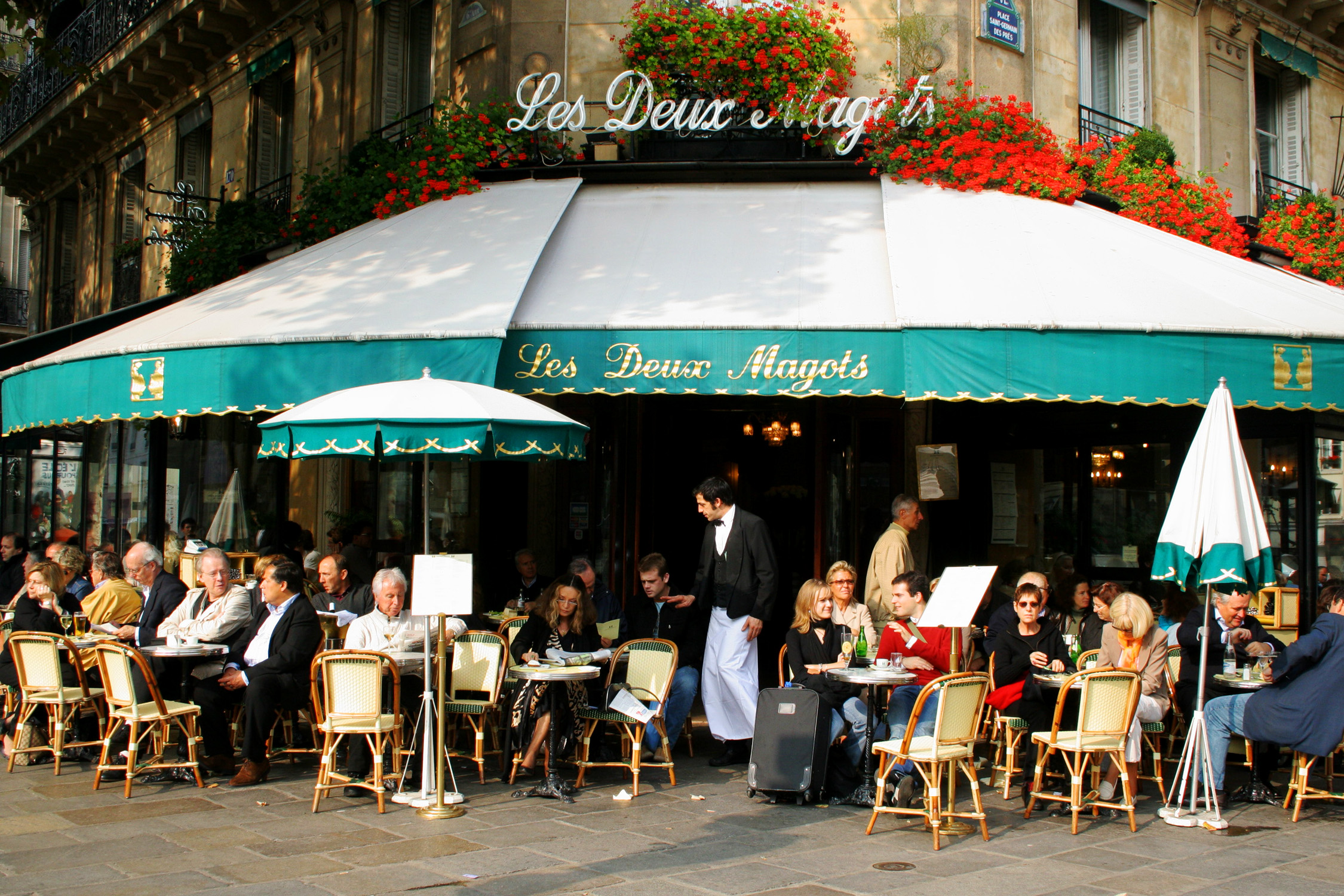
雙叟咖啡館是巴黎一個著名咖啡館，也是巴黎文學家和知識精英聚集地，位於左岸的聖日爾曼德佩區

### 娛樂
巴黎最大的歌劇院分別是19世紀建造的巴黎歌劇院與法國總統弗朗索瓦·密特朗任內建造的巴士底歌劇院。巴黎在19世紀中葉就已經擁有2座歌劇院，分別是法国喜歌剧院（Opera Comique）與國家歌劇院（Théâtre Lyrique）。許多法國著名歌手都曾經在音樂廳演出，例如莫里斯·舍瓦利耶（Maurice Chevalier）、喬治·布拉森斯（Georges Brassens）、夏尔·阿兹纳武尔（Charles Aznavour）與艾迪特·皮雅芙。巴黎每年都會舉辦一些慶典，例如塞納河搖滾節。

### 電影

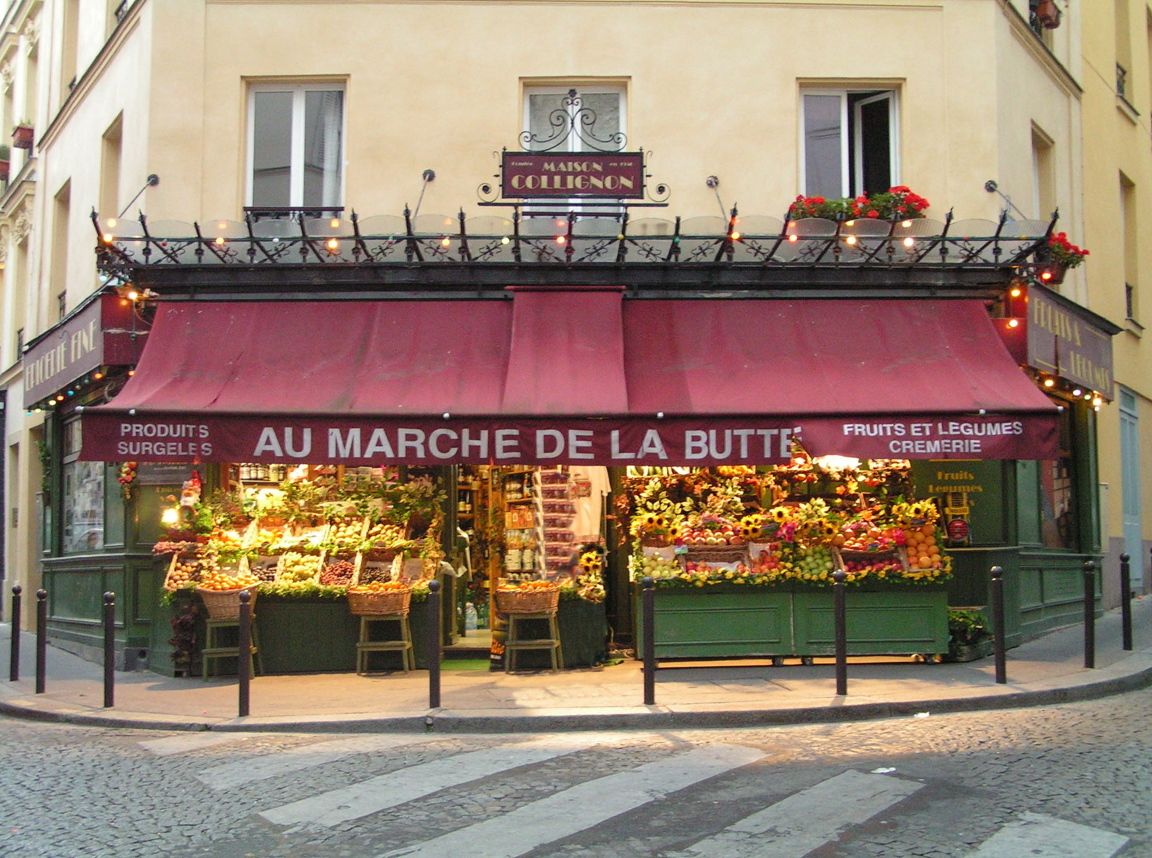
在法國電影《艾蜜莉的異想世界》中出現的商店

許多巴黎電影對世界各地產生巨大影響，許多著名導演對於法國電影發展產生巨大影響，例如尚盧·高達、克勞德·雷路許（Claude Lelouch）、法蘭索瓦·杜魯福、克劳德·夏布洛與吕克·贝松等。巴黎也擁有十分巨大的電影院網路，因為許多舞廳與音樂廳從1930年代開始改建成電影院。
許多著名電影也在巴黎拍攝或以巴黎為故事背景，例如美國導演伍迪·艾倫執導的《午夜巴黎》、澳大利亞導演巴茲·雷曼執導的《紅磨坊》、執導的《達文西密碼》與奧黛莉·朵杜主演的《艾蜜莉的異想世界》。皮克斯動畫工作室製作的動畫電影《料理鼠王》也以巴黎為故事背景。

### 觀光

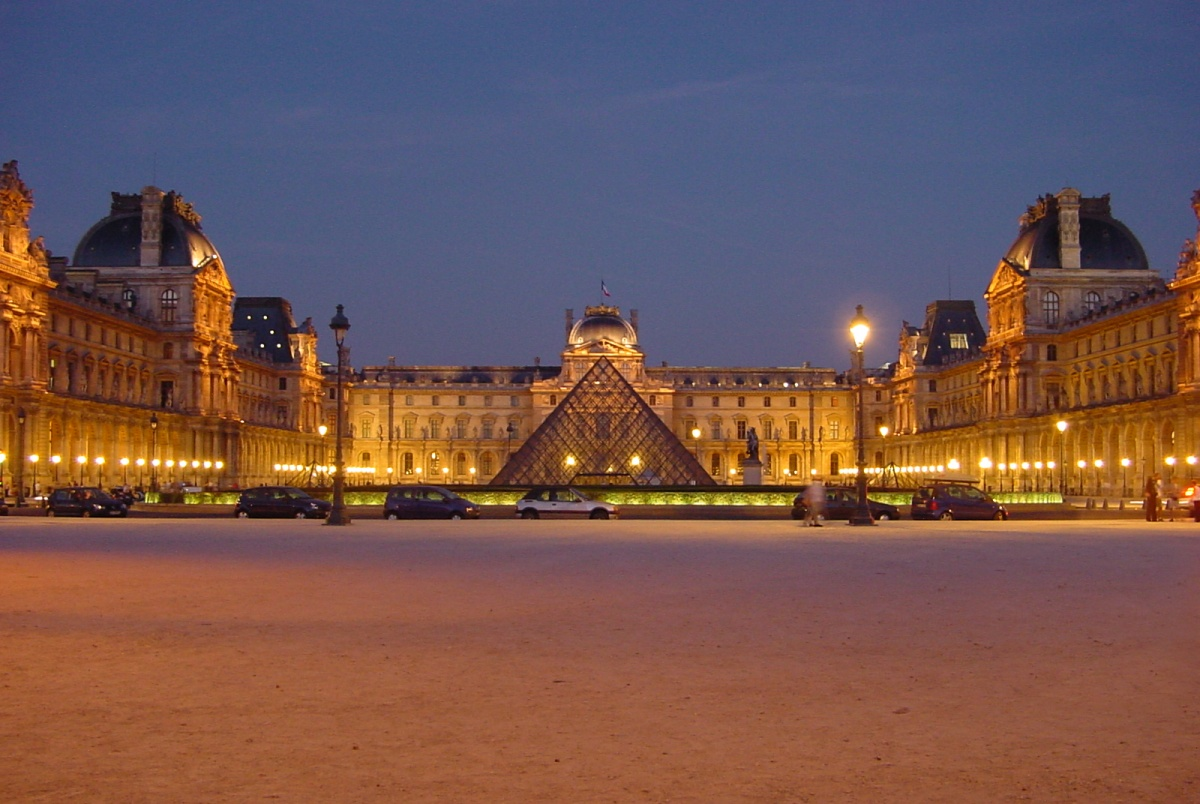
羅浮宮每年可以吸引超過800萬人參觀，是世界上最多觀光客造訪的藝術博物館

自從1848年開始，巴黎就逐漸成為法國鐵路網的中心。艾菲爾鐵塔於1889年世界博覽會完工後，法國成為國際矚目的焦點之一。每年有2,800萬人造訪巴黎市（巴黎都會區則有4,200萬人），其中包括1,700萬名國際觀光客，也讓巴黎成為世界上最多觀光客造訪的城市。博物館與紀念性建築都吸引許多觀光客造訪，羅浮宮每年可以吸引超過800萬人參觀，是世界上最多觀光客造訪的藝術博物館。教堂也是巴黎著名景點之一，聖母院與聖心堂每年分別可以吸引1,200萬與800萬人次造訪。艾菲爾鐵塔每年可以吸引超過600萬人次造訪，自從開幕以來已經有2億人次參觀。巴黎迪士尼樂園也吸引世界各地的觀光客前往，每年可以吸引1,450萬人次造訪。凡爾賽宮位於法國巴黎西南郊外伊夫林省省會凡爾賽鎮，從1682年至1789年之間曾是法國的王宮，並於1979年被列為世界文化遺產。
羅浮宮是世界上最大與最著名的博物館之一，展出許多著名藝術品，包括蒙娜麗莎、斷臂維納斯與薩莫特拉斯的勝利女神。羅丹美術館與分別展出西班牙畫家巴勃羅·畢卡索與雕刻家奧古斯特·羅丹的作品。法國國立現代藝術美術館（Musée National d'Art Moderne）位於龐畢度中心的內部，展出許多現代藝術品。
克魯尼美術館（Musée de Cluny）與奧賽博物館則分別展出中世紀與印象派畫家作品，包括《情人與獨角獸》（The Lady and the Unicorn）、《煎餅磨坊的舞會》、《隆河上的星夜》與《拾穗》等著名藝術品。麗都（Le Lido）的舞孃表演與紅磨坊的康康舞也都吸引許多觀光客前往。蒙馬特區位於十八區，名稱來自蒙馬特山丘，以歷史悠久的教堂及夜店、酒店、俱樂部聞名。山頂上的聖心堂是巴黎北部著名的地標，1914年建造完成，也是該市的天主教宗座聖殿，整體建築風格有濃厚的羅馬拜占庭色彩。
2014年美國全球語言觀察機構（GLM）公布最新調查指出，根據過去三年透過字詞使用分析趨勢，巴黎排名落後紐約，成為全球排名第二的時尚城市。
2014年3月大巴黎區地方旅遊委員會（Île-de-France Regional Tourism Committee）根據旅館住房率統計，2013年近1550萬外國遊客造訪巴黎，巴黎再度榮登2013年全球旅遊目的地首選。

## 體育
巴黎著名體育運動隊包括職業足球隊巴黎聖日耳門足球會、職業籃球隊（Paris-Levallois Basket）與職業橄欖球隊法蘭西斯隊（Stade Français）。法蘭西體育場（Stade de France）位於法國巴黎市郊的聖丹尼，可容納8萬名觀眾。法蘭西體育場是為1998年世界盃足球賽而興建的，並曾作為1998年世界盃決賽舉行場地。法蘭西體育場也是一個多種用途的大型運動場地，也可以提供橄欖球與田徑比賽來使用。法國國家橄欖球隊、法國國家足球隊與六國錦標賽都在這個運動場進行比賽。除了職業足球隊巴黎聖日耳門足球俱樂部外，巴黎還擁有巴黎足球俱樂部、红星足球俱乐部、RCF 巴黎隊與法蘭西斯巴黎隊（Stade Français Paris）等業餘足球隊。巴黎聖日耳門在90年代中期曾經是一直強隊，近年來有下滑的趨勢。朗拿甸奴在加盟巴塞羅拿隊之前就效力於該隊。2007年該隊成績達到低谷，甚至面臨著歷史上第一次降級的危險。
巴黎目前在職業橄欖球聯盟Top 14擁有兩支隊伍，分別是法蘭西斯隊與Racing Métro 92。巴黎分別在1900年和1924年兩度成功舉辦奧林匹克運動會，並將於2024年三度舉辦奧運會，也在1938年與1998年兩度成功舉辦世界盃足球賽，2007年世界盃橄欖球賽也在巴黎舉行。2006年歐洲聯賽冠軍盃決賽也在巴黎法蘭西體育場舉行，冠軍是西班牙足球勁旅巴塞隆納足球會。
環法自由車賽是公路自由車運動中規模最大、影響最廣的國際自由車大賽，終點站也設置在巴黎。從1975年開始，環法自由車賽的終點都是在凱旋門，此外還有舉辦巴黎–尼斯，巴黎–魯貝等自行車賽。網球在巴黎與法國也相當盛行，法國公開賽是四大滿貫賽之一，也是唯一一個紅土賽事。法國公開賽每年都在布洛涅森林附近的羅蘭·加洛斯球場舉行。

### 供水與衛生系統

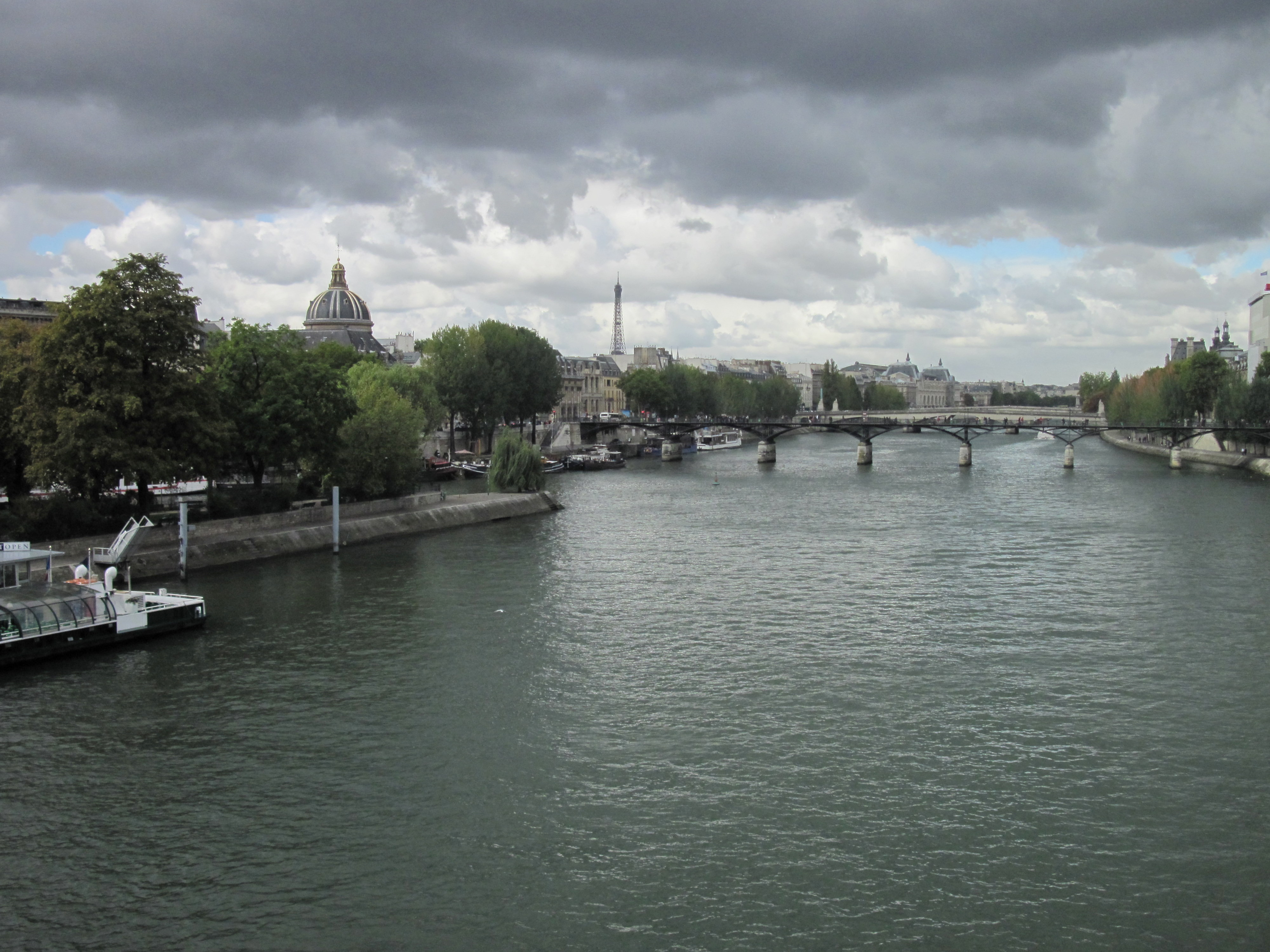
塞納河沿岸

巴黎早期的歷史僅限於塞納河與比耶夫尔河（Bièvre）周圍。後來羅馬人在1世紀時將輸水管從南方連接巴黎地區，11世紀時則從右岸山丘建造輸水管至巴黎地區。烏爾克運河（Canal de l'Ourcq）從1809年提供巴黎地區比較乾淨的用水。巴黎從19世紀晚期才首次獲得豐富且穩定的飲用水來源。
歐仁·貝爾格朗（Eugène Belgrand）擔任巴黎行政長官喬治-歐仁·奧斯曼（Georges Eugène Haussmann）男爵巴黎都市改造計畫的總工程師，建造了一系列巴黎供水系統。從那個時候開始，一個嶄新的蓄水池系統成為巴黎地區的飲用水來源，而老舊系統則用來清洗巴黎的街道。這個系統仍然是目前巴黎供水系統網路的一部分，而巴黎的下水道長度超過2,400公里。
在1982年，當時的巴黎市長雅各·席哈克引進一種特殊機車來清理街道上的狗糞便。巴黎後來在2002年停止此項作法，改為對狗主人開出最高500歐元的罰款。這項改革是因為使用這種特殊機車只能清理巴黎街道上20%的狗糞便，但是每年卻需要花費300萬歐元。

## 城市景观

### 规划

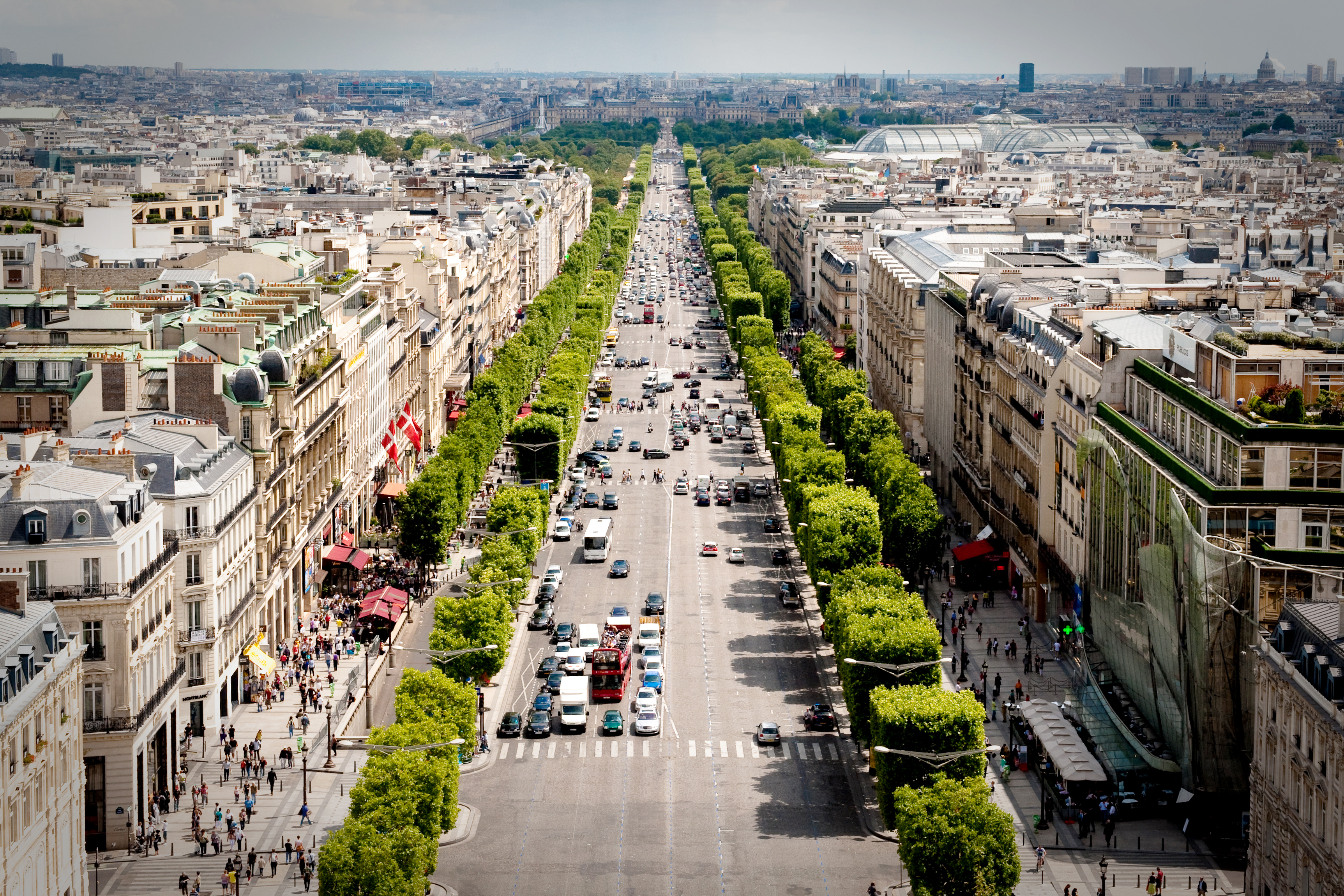
香榭麗舍大街

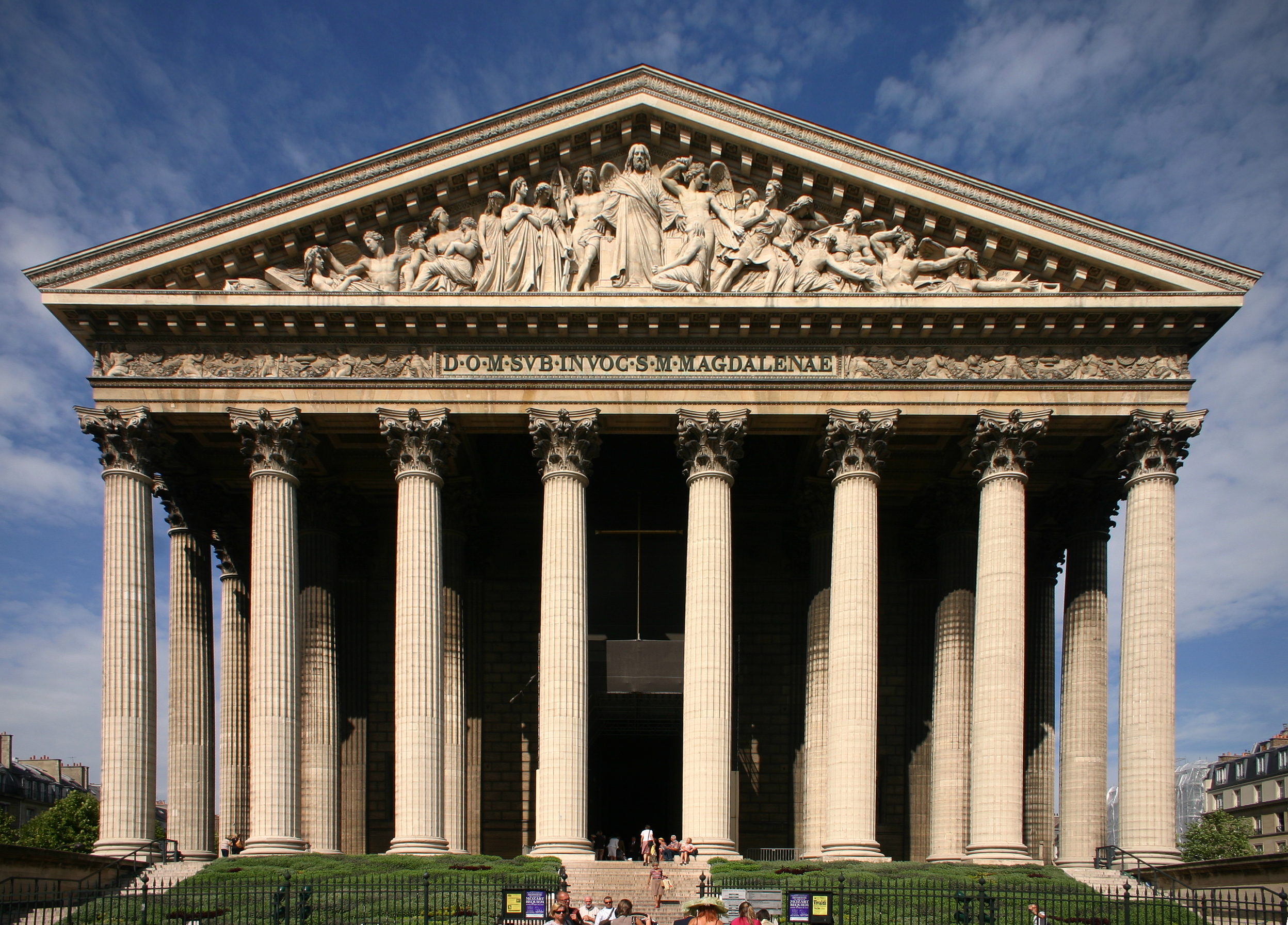
瑪大肋納教堂

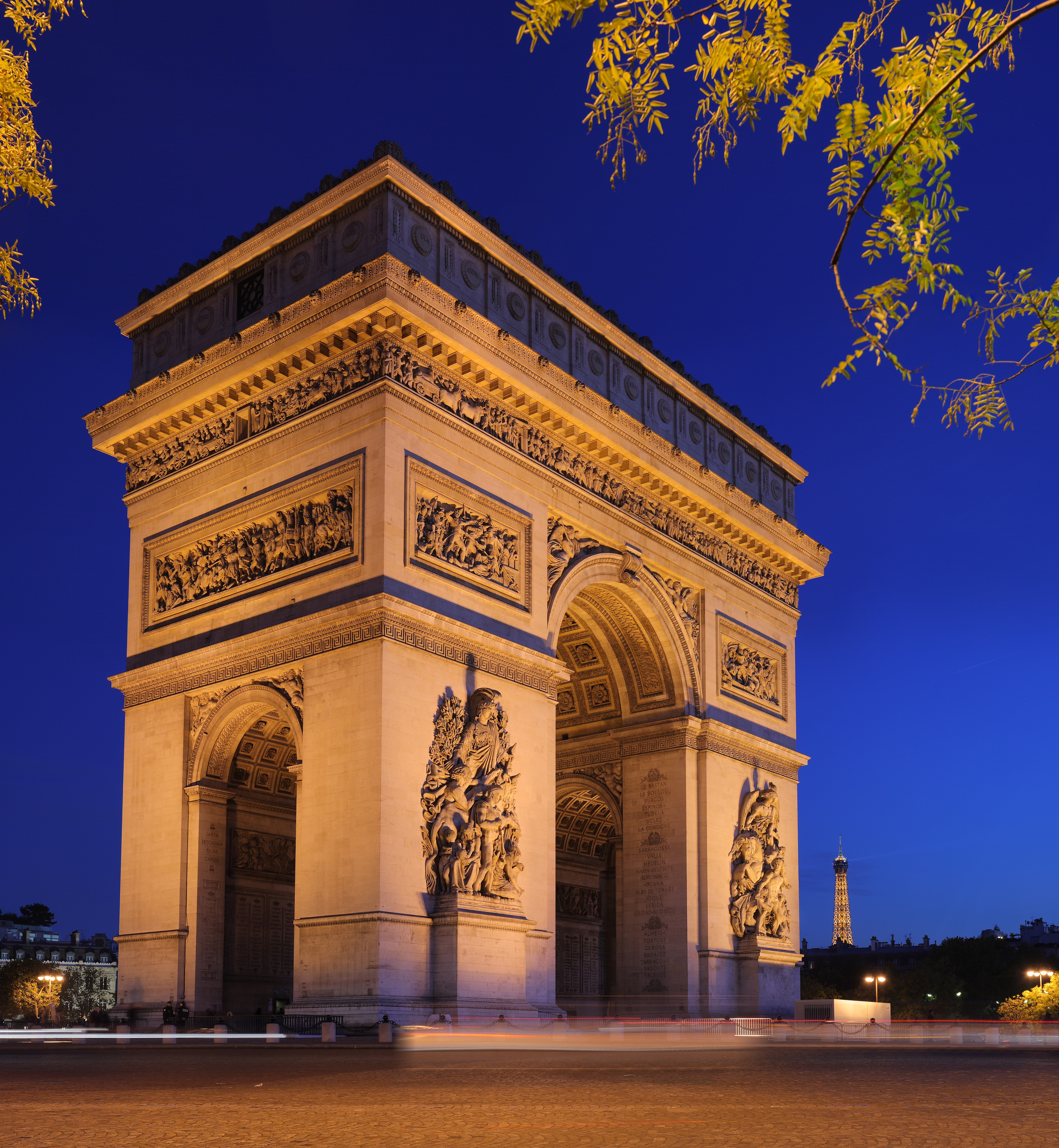
凯旋门

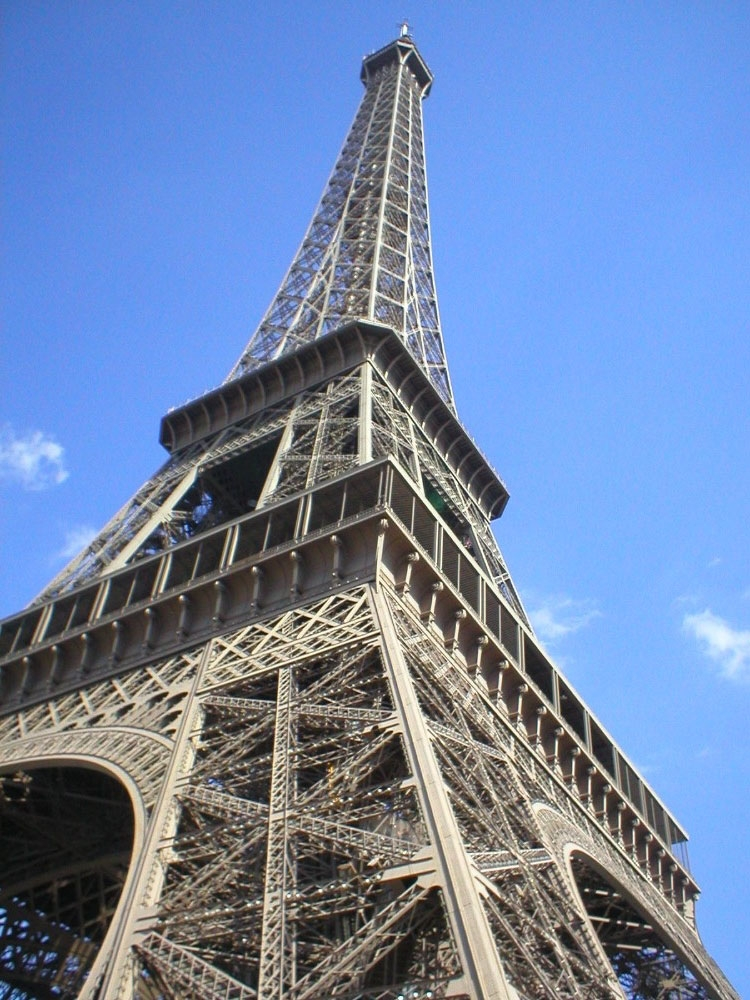
埃菲爾鐵塔

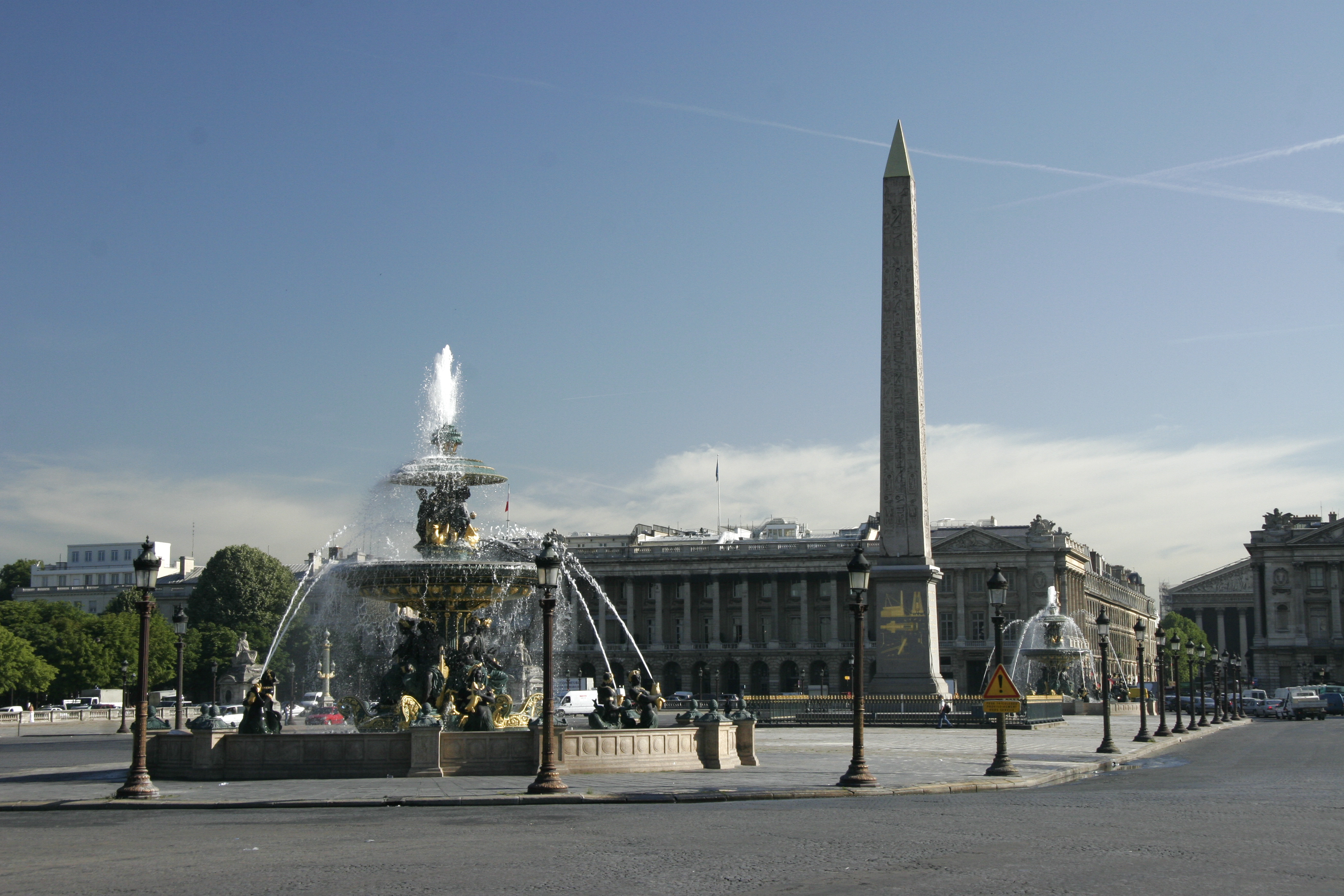
协和广场

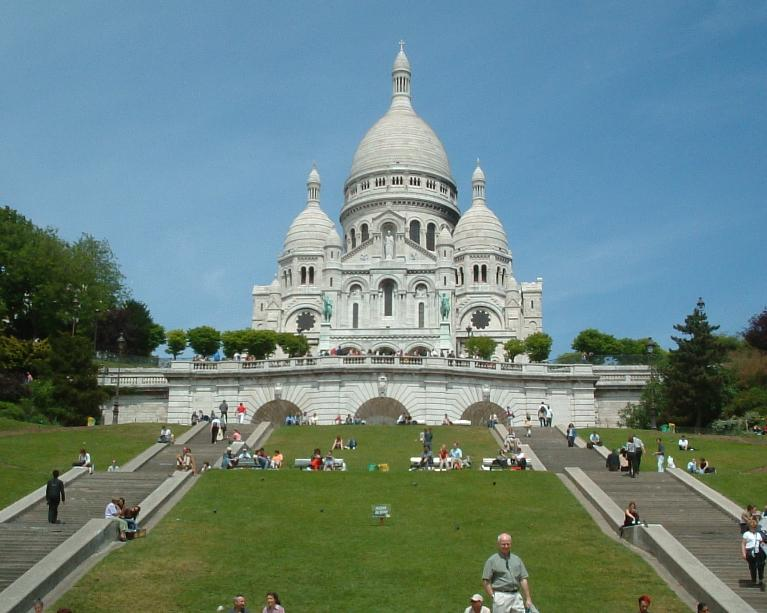
圣心圣殿 (巴黎)

巴黎不像伦敦曾经被1666年伦敦大火所摧毁，或里斯本被1755年里斯本大地震破壞，巴黎在自中世纪以来的发展中，一面保留了过去的印记，甚至是历史最悠久的某些街道的布局，一面形成了统一的风格，并且实现了现代化的基础设施。19世纪时，巴黎从12个区扩张到了20个。
当代巴黎的大部分城市面貌是19世纪中叶法兰西第二帝国时期奥斯曼男爵对巴黎进行大规模城市改造的结果。在许多世纪中，该市一直是迷宫般的狭窄街道和半木架房屋，但是从1852年开始，奥斯曼男爵的大规模都市计划，使得整片整片的区域让位给宽阔大道两侧的新古典主义的中产阶级石砌建筑；大部分的“新”巴黎就是今天看到的巴黎。今日受欢迎的圣日耳曼大道、塞瓦斯托波尔大道等都在那时开辟。巴黎经常用作“对齐”（alignement）法规的同义词，沿着林荫大道两侧，预先确定的街道宽度，确定外墙位置，然后修建同样高度的建筑物，大楼的高度根据所面临街道的宽度界定。建筑物外立面富于韵律，设计了二楼阳台和五楼的装饰。
长期以来，巴黎一直遵守严格的城市规划，特别是限制建筑物的高度。法兰西第二帝国的规划在许多情况下今天仍然适用。今天，对于高度超过37米的新建楼宇只在特殊的例外情形下才会被允许，而在许多地区，对于高度的限制甚至更低。1973年修建的蒙帕纳斯大楼曾經是法国的最高建筑，不过这个局面逐漸发生改变，拉德芳斯区的摩天大楼将成倍增加：Tour AXA将達到225公尺，但是又将會被300公尺高的Tour Phare和318公尺高的Tour Generali超过，當它完成時將成为西歐的最高建筑物。

### 道路
巴黎市共有6088条公共或私人道路（1997年）。其中最宽的道路是十六区的福煦大街，宽达120公尺，第八区的Selves大街（Avenue de Selves）是巴黎最短的道路，全长只有110公尺，而沃日拉爾路則是巴黎最长的街道，横跨第六区和十五区，全长4360公尺。第二区的角度街（Rue des Degrés）是巴黎最短的街道，只有5.75公尺；而第五区的貓釣魚街（Rue du Chat-qui-Pêche）为巴黎最窄的正式街道，宽1.8公尺（雖然有些资料来源显示，十二区的Sentier des Merisiers不足1公尺宽，而二十区的Passage de la Duée，虽然右边现在被毁，周围有栅栏，經過测量後發現只有80公分宽。最后，巴黎最陡峭的道路是二十区的Rue Gasnier-Guy，斜率达到17 ％。

### 建筑
巴黎的许多重要机构都设在城市边界以外，包括拉德芳斯金融商务区、主要粮食批发市场（Rungis）、巴黎综合理工学院、巴黎高等商业研究学院（HEC）、高等经济商业学院（ESSEC）、ESCP欧洲商学院、欧洲工商管理学院、世界著名的研究实验室（位于萨克莱和埃夫里）、最大的体育场（法兰西体育场）以及交通部。

#### 巴黎市
- 巴士底广场（第4、第11和第12区，右岸）是一个不仅对巴黎，而且对整个法国都具有重要的历史意义的地区，由于其历史价值，广场常常被用于政治示威，其中包括2006年3月大规模的劳工抗议。
- 香榭丽舍大街（第8区，右岸) 连接协和广场和凱旋門，由17世纪花园式散步道改建的大道。它是巴黎的众多旅游景点之一和主要的购物街。
- 协和广场 （第8区，右岸）位于香榭丽舍大街东端, 初建时称为“路易十五广场”，臭名昭著的断头台的地点。埃及方尖碑是巴黎“最古老的古迹”。广场上，皇家路的两侧，有两座相同的石头建筑：东面的一座是法国海军部，西面的一座是豪华的克里雍大饭店（Hôtel de Crillon）。附近的旺多姆广场以时尚和豪华酒店著称，拥有巴黎里兹酒店（Hôtel Ritz）和旺多姆大饭店（法语：Hôtel de Vendôme (place Vendôme, Paris)）（Hôtel de Vendôme）及其珠宝店，许多著名时装设计师在广场上拥有他们的沙龙。
- 巴黎大堂（第1区，右岸）过去是巴黎的中央肉类产品市场，自1970年代后期以来，在欧洲最大的地铁联络站（Châtelet - Les Halles）周围形成主要购物中心。从前的商场已经在1971年拆除，代之以大堂广场（Forum des Halles）。现在的中央市场位于南郊的Rungis。
- 沼泽区是右岸的一個著名区域（第3和第4区），也是一个在文化方面非常开放的區域。
- 蒙田大街 （第八区）毗邻香榭丽舍大街，奢侈品牌聚集地，包括香奈儿、路易威登、克里斯汀·迪奥 和纪梵希（Givenchy）。
- 蒙马特（第18区，右岸）在历史上經常是艺术家聚集的区域，在这个区域有许多艺术家工作室和咖啡馆，圣心圣殿位於此區。
- 蒙帕纳斯 （第14区）是左岸一个历史性地区，以艺术家工作室、音乐厅和咖啡馆生活著称。这里有巨大的蒙帕纳斯-比耶维纽地铁 站和摩天大楼 蒙帕纳斯大楼。
- 歌剧院大街 （第9区，右岸）是巴黎歌剧院的周围地区，也是巴黎百货公司和写字楼最密集的地區，包括春天百货、巴黎老佛爷百货公司以及金融巨头里昂信贷银行和美国运通银行巴黎总部。

### 名勝古蹟
巴黎三个最有名的地标分别是：西岱岛上12世纪的主教座堂巴黎圣母院、拿破仑一世兴建的凯旋门，和19世纪的艾菲尔铁塔。艾菲尔铁塔是一座“临时”建筑，由 居斯塔夫·埃菲尔为1889年世界博览会而建，此后一直没有拆除，现在成了巴黎的一个持久象征。巴黎的历史轴是一条从市中心笔直向西的直线，由文物古迹、建筑、街道组成，这条轴线的东端开始于卢浮宫，然后经过杜樂麗花园、协和广场、香榭丽舍大街，到达戴高乐广场中央的凯旋门。20世纪60年代以后，轴线继续向西延伸到拉德芳斯商务区，其核心是方形的拉德芳斯區新凱旋門；这一区域拥有巴黎都市区大多数的摩天大楼。榮軍院博物馆埋葬了许多伟大的法国军人，其中包括拿破仑，而萬神殿教堂是许多法国杰出男女的安葬地点。一些“旧政权”著名成员在法国大革命期间死亡之前，曾被关押在昔日的司法大厦（Conciergerie）古监狱。另一个革命的标志物是位于塞纳河上的天鹅岛（Île des Cygnes）和卢森堡公园的两尊自由女神像。较大的雕像于1886年被作为礼物送往美国，目前安置在纽约市的港口。巴黎歌剧院兴建于第二帝国后期，驻有巴黎歌剧院芭蕾舞团，而从前的卢浮宫 现在是全世界最著名的博物馆之一。索邦大學是巴黎大学最著名的部分，坐落在拉丁区的中心。在巴黎圣母院之外，其他的教堂建筑杰作包括13世纪哥特式的宫廷教堂圣礼拜堂和马德莱娜教堂。1991年巴黎塞纳河沿岸众多的名胜古迹被一起列入世界遗产名录。
- 旅遊景點：
  - 艾菲爾鐵塔（La Tour Eiffel）
  - 巴黎凱旋門（Arc de triomphe de l'Étoile）
  - 巴黎歌劇院（Le Palais Garnier，或又稱L'Opéra Garnier）（加尼葉歌劇院）
  - 聖心聖殿（又名「聖心堂」；Le Sacré-Cœur）
  - 巴黎圣母院（Notre-Dame de Paris）
  - 巴黎市政廳（Hôtel de Ville）
  - 盧森堡公園（Jardin du Luxembourg）（法國參議院（Senat）所在地）
  - 波旁宮（Palais Bourbon）（法國國民議會所在地）
- 博物館和展覽館
  - 羅浮宮（Musée du Louvre）（遠古和古代藝術）
  - 奧塞美術館（Musée d'Orsay）（近代藝術）
  - 龐比度中心（Centre Georges Pompidou）（現代藝術）
  - 巴黎格雷萬蠟像館（Musée Grevin）
  - 羅丹美術館（Musée Rodin）
  - 畢加索博物館（Musée Picasso）
  - 巴黎達利蒙馬特空間（L'Espace Dali）（超現實主義藝術）
  - 克呂尼博物館（L'Hôtel de Cluny）
  - 蒙帕納斯博物館（Musée du Montparnasse）
  - 大皇宮（Le Grand Palais）（1900年世界博覽會展館）
  - 小皇宮（Le Petit Palais）（1900年世界博覽會展館）
  - 夏佑宮（Palais de Chaillot）（1937年世界博覽會展館）
- 街道、廣場
  - 里沃利路（Rue de Rivoli）
  - 巴黎塞納河左岸（Rive gauche）
  - 孚日廣場（Place des Vosges）
  - 亞歷山大三世桥（Pont Alexandre III）
  - 新橋（Pont Neuf）
  - 拉雪茲神父公墓（Cimetière du Père Lachaise）
  - 左岸咖啡（les cafés de la Rive gauche）
- 夜生活
  - 紅磨坊夜總會（Bal du Moulin Rouge）
  - 蒙馬特高地（Montmartre）
  - 瘋馬（Crazy horse）
  - 拉丁天堂
- 大巴黎地區
  - 凡爾賽宮（Château de Versailles）
  - 楓丹白露宮（Château de Fontainebleau）
  - 巴黎迪士尼樂園度假區（Disneyland Resort Paris）

## 教育
在9世紀時，查理曼命令所有的教堂對自己管轄的教區教授基礎數學、閱讀與書寫，而座堂則進一步教導語言的藝術、物理學、音樂與神學。巴黎在當時已經是主要的宗教中心，並開始成為學術中心。到了13世紀初，巴黎聖母院學校已經擁有許多著名的教師。另外有些人則1257年在圣女日南斐法山丘（Montagne Sainte-Geneviève）上成立索邦大学。
在12世紀後期，法蘭西島大區已經有330,000人從事教育工作，其中有170,000名教師與教授教導290萬名孩童，並有9,000所學校與教育機構。 
根據2004年至2005年的資料顯示，巴黎目前有17所大學，並有359,749名學生，是歐洲大學生最集中的區域。巴黎的大学校及擁有大學同等學位的私人與公立學校則有240,778名在籍學生。所以巴黎的高等教育學生總共有600,527名。
高等學院預備班（classes préparatoires aux grandes écoles,CPGE）通常為期二或三年，學生在完成學業後可以有機會進入大學校就讀。許多優秀的大學校都位在巴黎，包括路易大帝中学（Lycée Louis le Grand）、亨利四世中学（Lycée Henri IV）、聖路易高中（Lycée Saint-Louis）、詹森薩伊中學（Lycée Janson de Sailly）與斯坦尼斯勞斯高中（Lycée Stanislas）。

### 大學

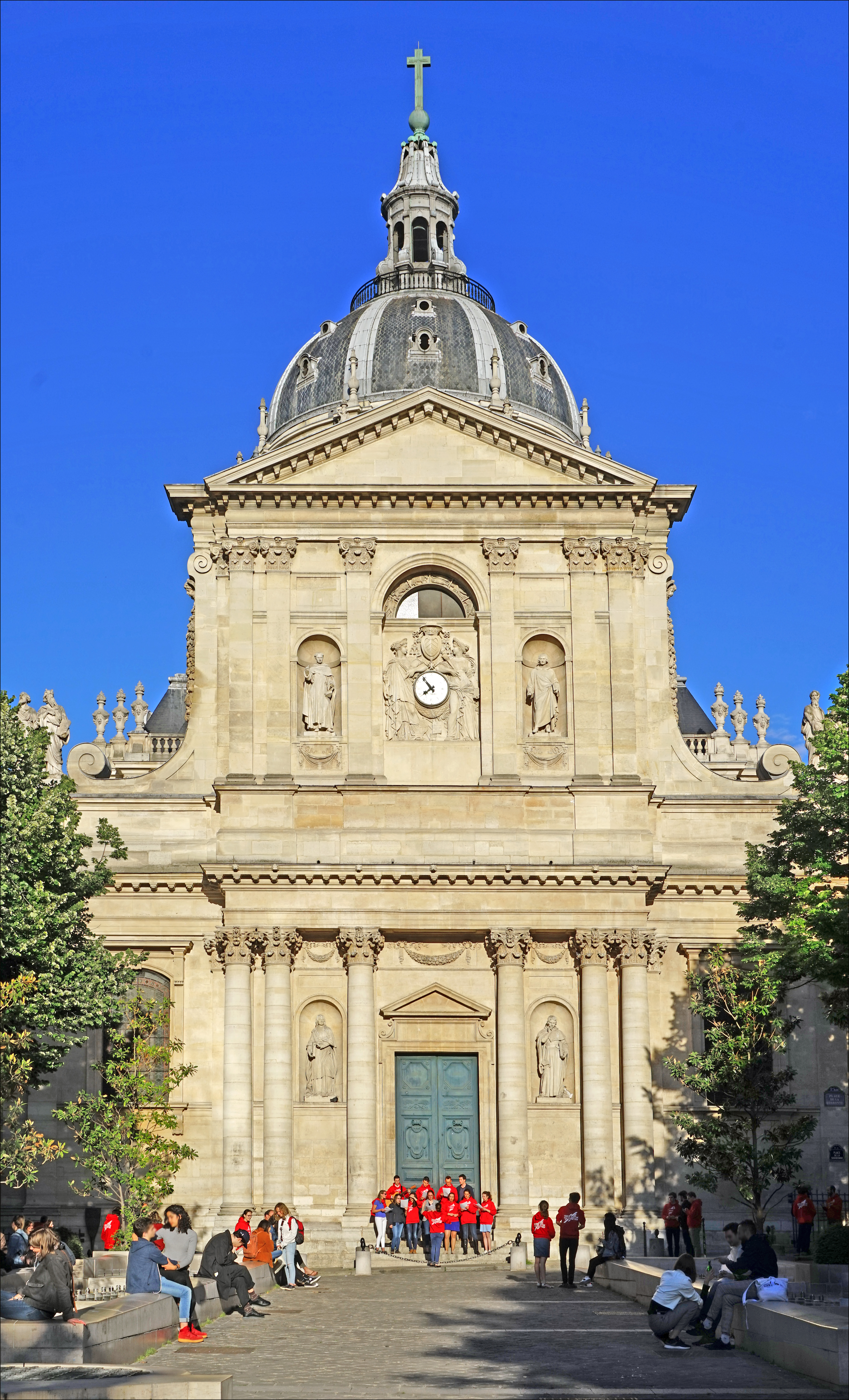
索邦大學

在巴黎大學（Université de Paris）於12世紀成立之前，巴黎聖母院是巴黎的高等教育中心。卡佩王朝國王腓力二世在1200年創造了「大學」（universitas）一詞，認為大學是一個聚集教師與學生的團體，而且有權利獨立運作，不受國王法律與稅法干擾的組織。
到了13世紀時，已經相當著名的巴黎大學吸引來自歐洲各地的學生。巴黎左岸的经院哲学中心（後來被稱為拉丁區）重新聚集在1257年成立的索邦大學周圍。19世紀的巴黎大學已經擁有六種學科組織：法律、科學、藥學、醫學、文學與神學。
1968年春天的五月風暴讓巴黎大學的組織型態持續改革，並逐漸分散其集中化的學術主體。巴黎大學後來在1971年拆分成13所大学，分散在市區與郊區各地。每一所新的大學（巴黎第一大學、巴黎第二大學、巴黎第三大學、巴黎第四大學、巴黎第五大學、巴黎第六大學、巴黎第七大學、巴黎第八大學、巴黎第九大學、巴黎第十大學、巴黎第十一大學、巴黎第十二大學與巴黎第十三大學）都只保有舊巴黎大學的一小部分。
1991年，四所新大學成立於巴黎郊區，於是法蘭西島大區總共有17所大學。這四所新設立的大學分別是塞尔吉-蓬图瓦兹大学、埃夫里大学、巴黎东-马恩拉瓦莱大学與凡尔赛大学。

### 圖書館
法國國家圖書館是法國的國家圖書館，也是法國最重要的圖書館之一。其他位於巴黎的圖書館還有密特朗圖書館（François-Mitterrand Library）、黎塞留圖書館（Richelieu Library）、盧瓦圖書館（Louvois）、歌劇院圖書館（Opéra Library）與阿森納圖書館（Arsenal Library）。
美國圖書館於1920年開幕，屬於一個私人且非營利性質的組織。當代圖書館收藏的書籍是由美國圖書館協會送給居住在法國境內的美國士兵所構成的，前身在1850年代就已經出現。

### 列表
以下列出巴黎著名大學與高等學院：
- 继承巴黎大学 (1896年)的大学
  - 巴黎第一大学（Université Panthéon Sorbonne）
  - 巴黎第二大学（Université Panthéon-Assas)
  - 巴黎第三大学（Université Sorbonne Nouvelle）
  - 索邦大学（Sorbonne Université），包含原巴黎第四大学和巴黎第六大学
  - 巴黎大学 (2019年成立)，包含原巴黎第五大学和巴黎第七大学
  - 巴黎第八大学（Université Vincennes-Saint-Denis）
  - 巴黎第九大学（Université Paris Dauphine）
  - 巴黎第十大学（Université Nanterre）
  - 巴黎-萨克雷大学（Université Paris-Saclay），包含原巴黎第十一大学
  - 巴黎第十二大学（Université Val de Marne）
  - 巴黎第十三大学（Université Paris Nord）
- 大學校（Grandes Écoles）: 
  - 巴黎高等師範學校（École normale supérieure de Paris, ENS）
  - 巴黎政治學院（Institut d'Études Politique de Paris, Sciences Po）
  - 國家行政學院（École nationale d'administration）
  - 巴黎综合理工学院（École Polytechnique），通常简称X，位于巴黎远郊。实行准军事化教育，全法顶尖的工程师和军事学院。
  - 国立巴黎高等矿业学校（École des Mines de Paris）
  - 巴黎中央理工学院（École Centrale de Paris）
  - 高等电力学院（École Supérieure d'électricité）
  - 法国国立东方语言文化学院（Inalco），旧称Langues’O，包含119种外国语言及文学课程，法国国家外语语种最全外语文化学院。
  - 国立巴黎高等化学学院（École Nationale Supérieure de Chimie de Paris），简称ENSCP（或者Chimie Paris），位于巴黎第5区居里夫妇街。法国最好的化学学院。
  - 巴黎高等物理化工学院（École supérieure de physique et de chimie industrielles de la ville de Paris），简称ESPCI。法国最好的物理化学学院,居里夫妇在这里发现了镭。
  - 国立高等石油和发动机学院（École Nationale Supérieure du Pétrole et des Moteurs），简称ENSPM。位于巴黎郊区Rueil-Malmaison（拿破仑·约瑟芬的宫殿所在地）。下属于法国石油研究院（Institut Français de Pétrole，简称IFP），通常只招收外国本科以上、或者法国工程师学院毕业的工程师学生，实行面向石油行业和汽车行业的职业技能培训。
  - 国立高等先进技术学院 (ENSTA, École Nationale Supérieure de Techniques Avancées)
  - 国立桥路学校（ENPC,École Nationale des Ponts et Chaussées）
  - 法国国立高等电信学校（ENST,École Nationale Supérieure des Télécommunications）巴黎高科电信学院（Télécom ParisTech）是一所法国知名公立工程师学校。建立于1878年，该校在法国信息及通信领域享有盛誉。
  - 高等工程技术学院（École nationale supérieure des Arts et Métiers)
  - 巴黎高等商业研究学院（HEC）
  - ESCP欧洲商学院（ESCP-EAP）
  - 社会科学高等学院（EHESS）
  - 高等研究应用学院（EPHE）
  - 行政与管理预备学院（IPAG）
- 艺术学院
  - 国立美术学院，俗称巴黎美院（les Beaux-Arts de Paris），简称ENSBA，前巴黎皇家美术学院。
  - 国家高等装潢艺术学院（École nationale supérieure d'art décorative），世界应用艺术最杰出的学校之一，简称ENSAD。也是雕刻家罗丹（Rodin）所毕业的学校。
  - GOBELINS图像学院（GOBELINS école d'image），位于巴黎市第13区，并在诺瓦齐（Noisy）有一校园。它是属于巴黎工商会（CCIP）的众多学校之一。
  - 巴黎国立高等音乐舞蹈学院（Conservatoire National Supérieur de Musique et de Danse de Paris）

## 社會
巴黎西部是法國最富裕的地區，許多上流社會人士都居住在這裡，就像紐約的上東城、洛杉磯市的比佛利山或倫敦的梅费尔等地。巴黎西部大致是以巴黎的歷史軸為中心，沿途有羅浮宮、杜樂麗花園、協和廣場、戴高樂廣場一直通到塞納河畔訥伊。法國作家巴爾扎克的巨著《人間喜劇》與法國作家馬塞爾·普魯斯特的《追憶逝水年華》也都對巴黎西區的居民有許多描述。
在法國歷史上，巴黎西區對於法國的文化、經濟與社會都有指標性的地位 。巴黎西區並不只是一個地理名詞，也是一種社會現象，代表法國上流社會人士的生活方式與習慣。
左岸通常指巴黎在塞納河左岸的部分，具有濃厚的文化或意識形態意味，有許多的學院及文化教育機構聚集在此。右岸通常是指塞納河流經巴黎市區河段的右岸，現在可以用來指在波希米亞的左岸所不具有的優雅的水平和複雜的程度。右岸最著名的街道包括香榭麗舍大街（Champs-Élysées）、和平街（Rue de la Paix）、里窩利街（Rue de Rivoli）和蒙田大街（Avenue Montaigne）。

## 交通

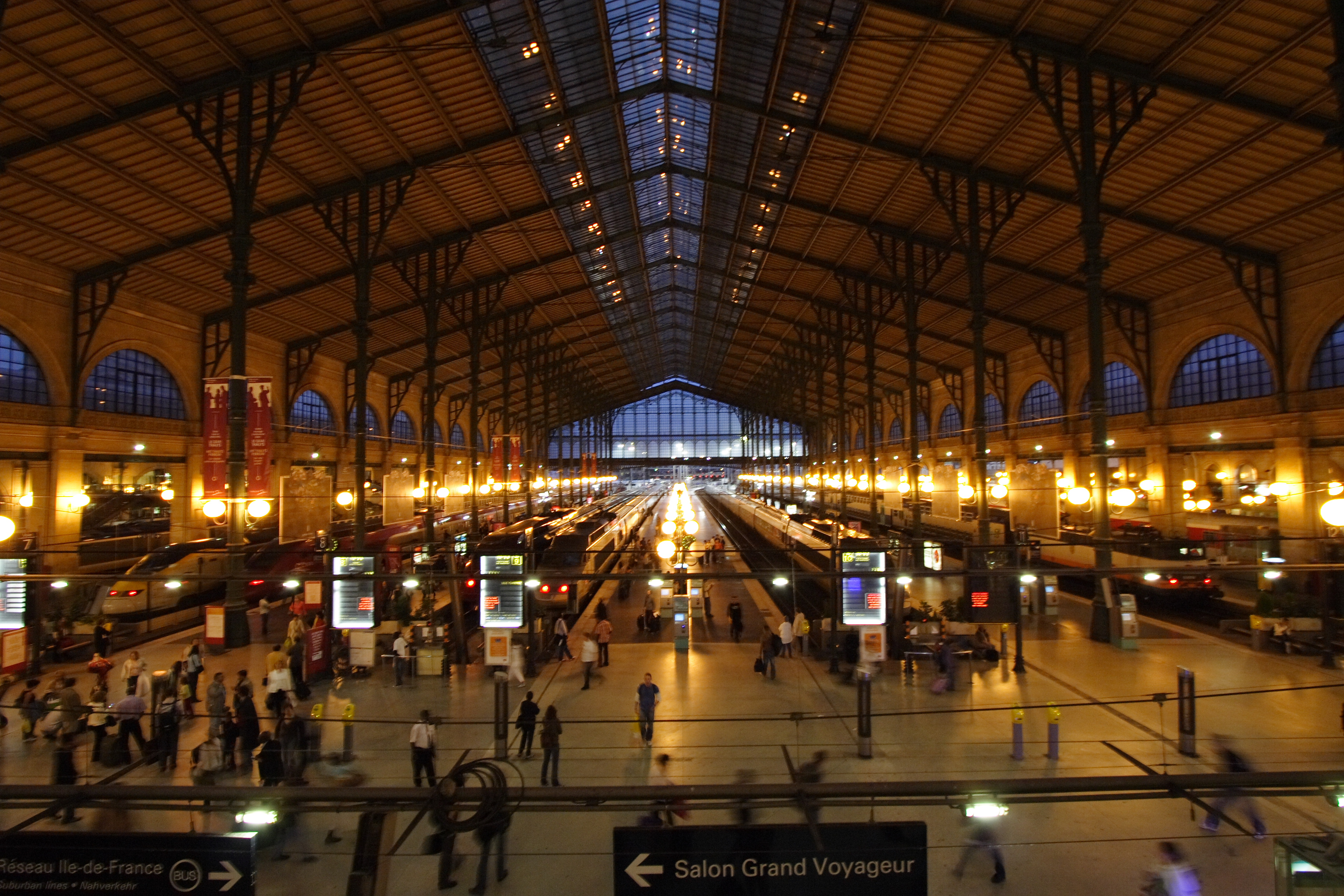
巴黎北站是歐洲最繁忙鐵路車站

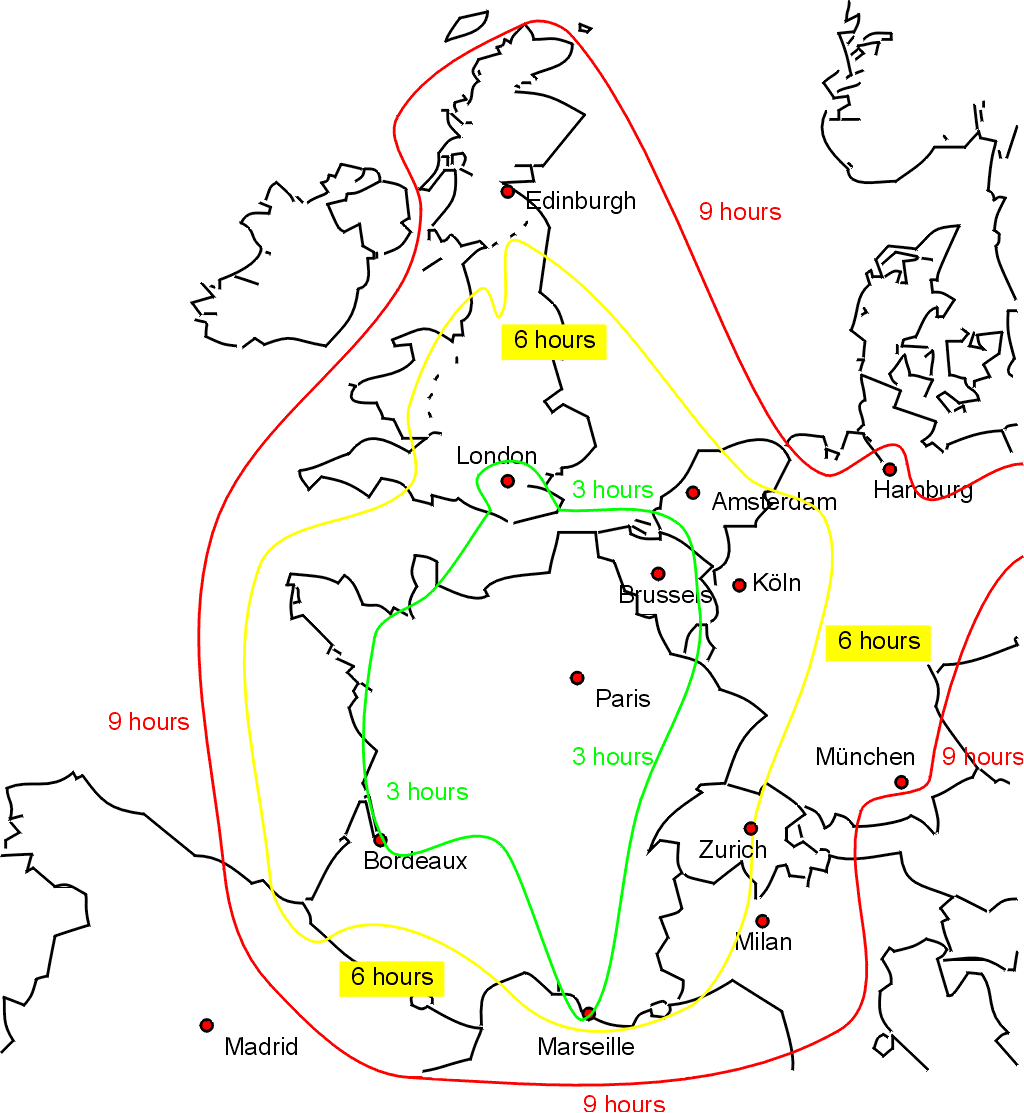
從巴黎到歐洲各地的（鐵路）交通時間（2007年）

巴黎是塞納河重要貨運與客運中心，也是法國第四大港口，僅次於馬賽、勒阿弗尔與敦克爾克。巴黎也是法國主要的高速公路、鐵路與航空運輸中心。巴黎目前有兩個國際機場：位於巴黎東北方的夏爾·戴高樂國際機場以及南方的奧利機場。
巴黎的交通網路十分龐大，而且持續發展進步當中。法蘭西島運輸聯合會負責法蘭西島各種交通運輸系統。
巴黎地鐵是巴黎市內交通的主力軍，開幕於1900年，總共有14條主線、2條支線，地鐵站遍佈市內，共有300個車站，總長度為214公里。其中于1998年建成的14號線非常現代化，是第一條全自動無人駕駛的線路。巴黎市內的公車路線則有316條。連接市區與法蘭西島其他地區的交通服務則由1960年代開張的區域快鐵（Réseau Express Régional, RER）和遠郊鐵路（Transilien）來負責，其中區域快鐵亦貫穿巴黎市內。巴黎市區的四周還圍著4條有軌電車線路（Tramway）：巴黎路面電車1號線（聖德尼至努瓦西勒塞克）、巴黎路面電車2號線（拉德芳斯商業區至凡爾賽門）、巴黎路面電車3號線（加里利亚诺桥至伊夫里門）與巴黎路面電車4號線（欧奈苏布瓦至邦迪），目前也有6條路線正在計劃當中。
巴黎水上巴士于2008年开通，是巴黎塞纳河和马恩河上的水上運輸服务，连接巴黎市区东南方的奥斯特里茨车站和东南郊的邁松阿爾福。
巴黎是法國的鐵路中心，故旅客從此前往法國各地極為方便。巴黎目前有7個鐵路車站，分別是巴黎北站、巴黎圣拉扎尔车站、巴黎里昂车站、巴黎蒙帕纳斯车站、巴黎东站、巴黎贝尔西站與巴黎奥斯特里茨车站，並提供法国高速列车、Corail與法蘭西島區域鐵路等服務。法國國家鐵路公司目前已經建成多條高速鐵路線（TGV）連接巴黎與其他地區，從巴黎前往里昂只需2小時，抵達馬賽需要3小時。2007年4月巴黎與斯特拉斯堡之間的TGV也部分通車。
從巴黎乘坐高速鐵路前往其他歐洲國家也很方便。例如從巴黎開往比利時的布魯塞爾高速火車（大力士高速列車）每天會從巴黎北站開出25班，行車時間僅為1小時22分鐘。而從巴黎開往阿姆斯特丹的火車則每日開出約八班，行車時間為4小時13分；巴黎來往科隆的列車班次則每天六班，車行時間為3小時50分。
巴黎目前也提供「Vélib'」城市單車自由租用計劃，在1,450個單車站準備超過20,000輛單車提供遊客使用。巴黎也是法國最重要的高速公路網路中心，三條環狀高速公路圍繞在巴黎四周。環城大道興建於1970年代初期，完成於1973年4月25日，也是巴黎市區（約200萬居民）和郊區（超过1200萬居民）之間被普遍接受的分界線，因為它的大部分路段是沿着巴黎市的行政邊界建造。A86高速公路，又稱巴黎超級環城大道，是巴黎第二條繞城道路，以市中心的巴黎聖母院為起點。Francilienne是巴黎第三條繞城道路，環繞巴黎外側的市區。

## 城市交流
巴黎與許多世界各地的城市都有頻繁的接觸 ，但是巴黎只有一個友好城市，就是義大利首都羅馬市，就像一句格言所說的一樣「只有巴黎配得上羅馬，只有羅馬配得上巴黎」。

### 夥伴城市
| - 加拿大魁北克 - 中华人民共和国北京 - 中华人民共和国上海 - 中华人民共和国西安 - 日本京都 - 日本東京 - 俄羅斯莫斯科 - 俄羅斯聖彼德堡 - 埃及開羅 | - 美国華盛頓哥倫比亞特區 - 美国芝加哥 - 美国三藩市 - 约旦安曼 - 葉門沙那 - 德国柏林 - 首爾 - 黎巴嫩貝魯特 - 印度尼西亞雅加達 | - 智利聖地牙哥 - 第比利斯 - 沙烏地阿拉伯利雅得 - 捷克布拉格 - 葡萄牙里斯本 - 保加利亚索非亚 - 悉尼 - 亞美尼亞埃里温 - 墨西哥墨西哥城 | - 波蘭華沙 - 西班牙馬德里 - 希腊雅典 - 英国倫敦 - 瑞士日內瓦 - 阿尔及利亚阿爾及爾 - 加拿大蒙特利爾 - 巴西聖保羅 |

## 延伸閱讀
- Vincent Cronin. . New York: Harper Collins. 1989. ISBN 0-312-04876-9.
- Vincent Cronin. . New York: Harper Collins. 1994. ISBN 0-00-215191-X.
- Jean Favier. . Fayard. 1997-04-23. ISBN 2-213-59874-6 （法语）.
- Jacques Hillairet. . Rivages. 2005-04-22. ISBN 2-86930-648-2 （法语）.
- Colin Jones. . New York: Penguin Viking. 2004. ISBN 0670033936.
- Bernard Marchand. . Paris: Le Seuil. 1993. ISBN 978-2020128643 （法语）.
- Rosemary Wakeman. . University of Chicago Press. 2009. ISBN 9780226870236.